# Ejército Nacional de Colombia
El  Ejército Nacional de Colombia (EJC) es la fuerza militar terrestre legítima que opera en la República de Colombia. De acuerdo a la Constitución política de ese país, su misión principal consiste en la defensa de la soberanía, la independencia, la integridad del territorio nacional y el orden constitucional.

## Historia

### Antecedentes
Los antecedentes del Ejército Nacional de Colombia se remontan al sistema defensivo instaurado por la Corona española, en particular las tropas terrestres de guarnición para el Virreinato de Nueva Granada. Tales tropas, a lo largo del siglo XVIII, se concentraron en las costas contra los ataques frecuentes de franceses, ingleses y holandeses; se articulaban en unidades denominadas Fijos, compuestas por soldados veteranos. Para 1803 habían alrededor de 3.301 tropas de unidades fijos, la unidad más grande era el Regimiento de Infantería El Fijo de Cartagena  con 1.381 tropas, en esa ciudad también se contaba con varias compañías de artillería que contaban con alrededor de 232 tropas. En la capital del virreinato de la Nueva Granada: Santafé de Bogotá, se contaba con una unidad de cuerpo fijo siendo este el Batallón de Infantería Auxiliar de Santafé creada en 1784 junto con dos compañías (una de caballería y la otra de infantería) que componían la guardia del virrey creadas en 1751. También existía una compañía de infantería con el nombre de "Veterana" en Popayán con 80 hombres, y un batallón de infantería junto con una compañía de artillería y destacamentos de infantería en Panamá
Aparte de la unidades de cuerpo fijo, existían varios batallones de milicias disciplinadas en la principales ciudades del reino y también milicias urbanas, quienes funcionaba como unidades de policía ya que tenían la función de mantener el orden público.

### Independencia y Primera República (1810-1816)
La invasión francesa a España resultó en una crisis de gobernabilidad que produjo la instalación de juntas autonomistas en 1810 en Cartagena, Socorro, Pamplona, Santa Fe, entre otras ciudades. El 20 de julio de 1810 estalló en Santa Fe una reyerta que acabaría con la removida del virrey y las autoridades reales con la instalación de la Junta Suprema de Santafé. El éxito parcial de esta revuelta se debe a que las unidades del ejército colonial que guarnecían la capital se pasaron al bando patriota. Ese día el segundo comandante del Batallón Auxiliar, el sargento mayor José María Moledo, declaró neutral la fuerza mientras allí mismo su subalterno, el Capitán Antonio Baraya, puso su Compañía a órdenes de la Junta Suprema Gubernativa. El Auxiliar junto con la Compañía de Artillería, la Guardia del Virrey, y las Milicias de Blancos y Pardos de Cartagena quienes se encontraban en la ciudad en ese momento, pasaron al bando patriota, formando el núcleo del nuevo ejército patriota. 

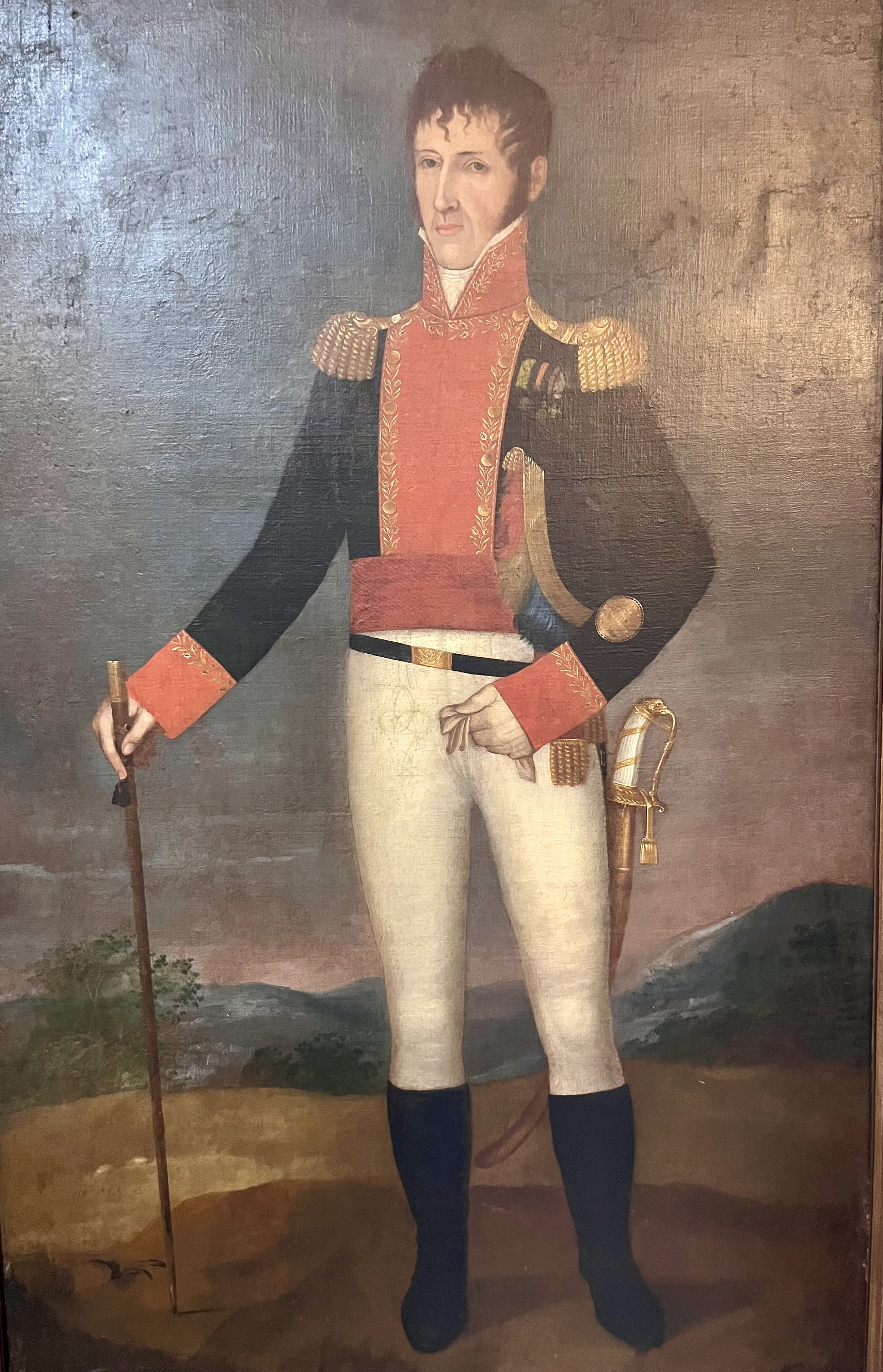
Retrato del brigadier Antonio Baraya, considerado el primer comandante en la historia del Ejército Nacional.

La Junta Suprema, preocupada de que una fuerza realista proveniente del Perú fuera suprimir la revolución como había ocurrido en Quito en 1809, se encargó de aumentar el pie de fuerza con la creación de nuevas unidades militares, el 23 de julio de 1810 se ordena la creación del primer batallón nuevo del Ejército patriota con el Batallón de infantería “Voluntarios de la Guardia Nacional" con Antonio Baraya como su primer comandante. Este batallón quedó constituido el 1 de diciembre de 1810 con 400 hombres. En sus filas se enrolaron varios jóvenes quienes empezaron sus carreras militares en dicho batallón como Francisco de Paula Santander, Luciano D’ Elhuyar, y los hermanos Pedro y Atanasio Girardot. También se creó el batallón de infantería Patriotas de Defensa y las antiguas unidades del ejército colonial también vivieron un proceso de transformación, siendo renombradas como el Auxiliar que pasó a ser el Batallón Provincial y la Guardia del Virrey pasó a ser la Guardia de Corps. En diciembre de 1810 la junta también aprobó el plan de establecer una academia militar para la instrucción de nuevos oficiales que había sido propuesto el teniente coronel José Ramón de Leyva. Este proceso se vivió con las otras unidades del antiguo ejército colonial en las otras ciudades quienes también pasaron al bando de patriota, pero las tropas en Panamá, Santa Marta, Riohacha y Popayán se mantuvieron fieles a la Regencia española, propiciando así enfrentamientos con los patriotas.
En noviembre de 1810 partió de la capital una expedición militar compuesta de tropas de los varios batallones de Santa Fe al mando del coronel Baraya. Esta expedición marchó al sur para iniciar la primera campaña militar de la guerra de independencia. La Junta Suprema había acudido al llamado de auxilio de sus compatriotas de la Junta Provisional de Cali quienes se encontraban amenazados por las fuerzas realistas de Popayán.  Las tropas de Santafe se unieron con la tropas de la junta provisional de Cali para enfrentar a las tropas realistas del gobernador de la provincia de Popayán y coronel del ejército español, Miguel Tacón y Rosique, en la que resultaría siendo la  primera batalla de la guerra de independencia de Colombia. El 28 de marzo de 1811, ocurrió la  Batalla del Bajo Palacé, librada cerca de la ciudad de Popayán. La batalla terminó con una victoria para los patriotas, quienes lograron liberar a la ciudad y obligaron a al gobernador Tacón huir a la costa pacífica. La batalla también resultó en el ascenso al rango de brigadier para Antonio Baraya. 
Durante la época de 1812-1813 se vivió un proceso de transformación. Mientras tanto la guerra seguía, las fuerzas patriotas en el sur y en la costa caribeña emprendieron varias campañas para tomar las provincias que se mantenían bajo el control de los realistas. Pero en el centro del país se desató una guerra civil con la creación de la Provincias Unidas de la Nueva Granada (federalistas) y el Estado Libre de Cundinamarca (centralistas). Una parte de la fuerza patriotas de Santa Fe pasaron al bando federalista incluso el brigadier Baraya. La guerra   terminó en 1813 cuando los federalistas fueron vencidos en su intento de tomar la capital, Santafé. Los dos bandos cesaron hostilidades para trabajar en conjunto para derrotar a los realistas que amenazaban con invadir el sur y el norte del país. Con la creación de las Provincias Unidas se estableció un ejército de carácter nacional denominado el Ejército de la Unión quienes crearon el Batallón de infantería  de la Unión, mientras que Cundinamarca conservó su propio ejército del estado. Ese mismo año el Batallón La Unión se divide en tres: Batallón 3.° de la Unión, 4.° de la Unión y 5.° de la Unión.
Durante este periodo los rangos y organización del ejército todavía seguían las ordenanzas españolas. 
Los dos ejércitos fueron unificados cuando el teniente general Antonio Nariño fue nombrado comandante del ejército en 1813, e inició su campaña del sur para recuperar a Popayán y el sur del país que había sido invadido por las fuerzas realistas provenientes de Quito. También ingresaron varios extranjeros en el ejército, en especial de Venezuela quienes habían huido a la Nueva Granada tras la caída de la primera República venezolana como Simón Bolívar. Bolivar fue dado el rango de coronel en el ejército de la unión y lideró una exitosa campaña que pacificó al Magdalena con tropas del ejército de la unión y de la guarnición de Cartagena contras las fuerzas realistas que habían allí provenientes de la Santa Marta realista. Bolivar después marchó hacia el oriente y derrotó a los realistas en la Batalla de Cúcuta, el congreso neogranadino le concedió el rango de brigadier. Bolivar después inició la Campaña Admirable para liberar a su natal Venezuela, en la Campaña Admirable aportó mucho el Ejército de la Unión con el envío de varios batallones de infantería y oficiales quienes perderían sus vidas en las batallas libradas en el vecino país como el coronel Atanasio Girardot, quien murió en la Batalla de Bárbula. 
Mientras esto sucedía a finales de 1813 el general Nariño tomó el ejército unificado de la Unión y de Cundinamarca, compuesto de las batallones Granaderos de Cundinamarca, Guardias Nacionales, Patriotas, Socorro, Tunja, y Cazadores junto con unidades artillería y un escudaron de caballería y marchó al sur. Enfrentaron y vencieron al ejército realista del brigadier Juan de Sámano en las Batallas de Alto Palacé y Calibío lograron liberar a Popayán. Dos meses después de la victoria de Calibío, Nariño siguió su marcha con las miras de liberar a Pasto, y si era posible seguir para liberar a Quito. Derrotó a las fortificaciones realistas en la Batalla de Juanambú y los venció una vez más en la Batalla de Tacines. La campaña que había sido todo un éxito hasta ese momento, tomaría un revés significativo cuando el ejército fue derrotado cerca a Pasto en la Batalla de los Ejidos, donde terminó capturado Nariño y el ejército del sur tuvo de replegarse a Popayán ahora bajo el mando del coronel José Maria Cabal. 
Para finales de 1814, las Fuerzas patriotas habían sufrido varios reveses, el gobierno de las Provincias Unidas abogó por la unidad nacional  para enfrentar a las fuerzas realistas que se habían fortalecido con sus victorias en el sur y en Venezuela. El gobierno trató de convencer al estado de Cundinamarca para que se incorporara a la confederación para formar un frente unido contra el enemigo pero esto se rehúso de hacerlo. Este forzó al gobierno de la unión a incorporar a Cundinamarca por la fuerza, nombró al brigadier Simón Bolívar quien había llegado de Venezuela derrotado otra vez, como capitán general de los ejércitos de la unión, y lo encomendó con la toma de Santafé, con la llegada Bolívar se incorporó al ejército de la unión 3 batallones venezolanos. Estos batallones venezolanos junto con unidades neogranadinos lograron tomar la ciudad del Asedio de Bogotá de 1814, dejando así las Provincias Unidas en control de todas la provincias patriotas de la Nueva Granada. Para 1815 el gobierno expidió un reglamento militar para mejor organizar el ejército. En junio de 1815 adoptó además el reglamento militar francés sobre los estados mayores que fue traducidos por el capitán Liborio Mejía.
A mediados del año de 1815 el general José Maria Cabal, quien había tomado el mando del ejército de la unión en el sur tras la captura de Nariño, logró derrotar la contraofensiva del ejército realista en la Batalla del río Palo (5 de julio de 1815) logrando recuperar a Popayán y pacificando el sur del país por al menos un año. 

#### Fin del ejército de la unión
En 1814, los españoles expulsaron a los invasores franceses, Fernando VII reasumió el trono y ordenó la reconquista de sus dominios americanos enviando al teniente general Pablo Morillo con el Ejército Expedicionario de Costa Firme de unos 10.000 hombres. Esta fuerza expedicionaria llegó a las costas venezolanas en mayo de 1815. Desde ahí Morillo planificó su ofensiva contra la Nueva Granada junto con las fuerzas realistas de Venezuela. 
Para el momento de la Reconquista el Ejército de la Unión contaba con alrededor de 7.700 hombres entre soldados veteranos y milicias, divididos geográficamente en el ejército del sur (Popayán), ejército del norte (Pamplona), ejército del oriente (Casanare), ejército de Antioquía, y las guarniciones de Santafé y Cartagena de Indias.
Morillo inició sus operaciones en agosto de 1815, logrando asediar al puerto de Cartagena de Indias, asedio que duró un 3 meses. Mientras esto sucedía también desplegó una fuerza que penetraría el interior del país. En Octubre el coronel Sebastián de la Calzada invadió al país desde los llanos venezolanos, el ejército del oriente bajo el mando del brigadier Joaquín Ricaurte intentó detenerlo, venciéndolo en la Batalla de Chire, pero a pesar de la victoria Calzada logró escaparse con sus tropas y marchó al norte para tomar los valles de Cúcuta. En noviembre el general Rafael Urdaneta, comandante del ejército del norte, trató de detenerlo pero fue derrotado en Batalla de Balaga, la cual resultó en la captura de la capital de la provincia de Pamplona. En diciembre de 1815 Cartagena, tras una agónica resistencia, fue conquistada por las fuerzas de Morillo. Con la conquista de la principal plaza fuerte del país, los españoles desplegaron más unidades para invadir el interior del país. 
Urdaneta fue llamado a la capital y reemplazado por el general Custodio García Rovira quien aumentó el ejército del norte a unos 2.000 hombres gracias a la adición del 5º batallón de la Unión del coronel Francisco de Paula Santander quien había llegado tras una difícil retirada desde Ocaña. Trataron de impedir el paso de Calzada, situando la tropas de la unión en el Páramo de Cachirí, la cual resultaría en la Batalla de Cachirí librado entre 21 al 22 de febrero de 1816. La batalla fue sangrienta y un desastre total para las tropas de la unión debido a la falta de tropa veterana, el ejército del norte quedó prácticamente destruido y el camino hacia la capital quedó libre de enemigos para los españoles. Al recibir la noticia del desastre, el gobierno nombró al oficial francés Manuel Roergas de Serviez como general de brigada y nuevo comandante del ejército de la unión. Serviez al recibir el mando en abril de 1816, ordenó una retirada estratégica a los llanos orientales para salvar a los restos del ejército de la unión. En aquella retirada se perdieron muchos oficiales y tropas junto con equipamientos ya que fueron perseguidos por las fuerzas españolas, pero lograron finalmente llegar a los llanos en julio de 1816. Con esto el general Serviez logró salvar una parte de la oficialidad neogranadina que sería fundamental para el futuro ejército libertador del general Simón Bolívar.
El ejército de Antioquía también fue derrotado tras la Batalla de la Ceja Alta del Cancán en marzo de 1816. Las últimas unidades del ejército de la unión que no lograron huir a los llanos fueron los del ejército del sur quienes fueron derrotados en las Batallas de la Cuchilla de El Tambo y La Plata en junio y julio de 1816 por parte de las fuerzas realistas de Pasto y Quito bajo el brigadier Juan de Sámano. 
Muchos de los oficiales que fueron capturados por los españoles fueron fusilados y la tropa forzada a servir en las filas del ejército español. 

#### Ejército de la Gran Colombia
Con el proceso de reconquista, las fuerzas del antiguo ejército de la unión se ligaron a la guerra en Venezuela, donde muchos sirvieron en las filas del ejército llanero de José Antonio Páez y en el ejército liberador al mando de Simón Bolívar en su capital en Angostura. 
En 1818, Bolivar decide enviar al recién ascendido brigadier general Francisco de Paula Santander  a los llanos de Casanare para levantar un ejército para liberar a la Nueva Granada. Santander logra transformar las guerrillas de los llanos en disciplinados batallones de línea con mucha oficialidad del antiguo ejército de la unión. En abril y mayo de 1819 Santander evade una invasión de los llanos por parte de la III división del ejército de costa firme que termina en un fracaso para los realistas. Santander le escribe a Bolívar para que empieza la campaña, la cual inicia a finales de mayo cuando Bolívar marcha con sus unidades venezolanas para reunirse con las de Santander. Llegan a la ciudad de Tame donde Bolívar toma el mando del Ejercito Libertador de la Nueva Granada y Venezuela de 2.200 hombres y empieza de forma oficial la Campaña Libertadora de 1819. 
El ejército libertador cruza los llanos en época de invierno para llegar al Páramo de Pisba para invadir al centro de la Nueva Granada. El ejército sufre muchas pérdidas debido la condiciones climáticas y la falta de uniformes. Enfrentan a la III División del Ejército de Costa Firme al mando del coronel de artillería José María Barreiro, los dos se enfrentan en la Batallas de Corrales y la Batalla de Gámeza y Tópaga. Los dos enfrentamientos son indecisos, al finales de julio de 1819 se enfrentan una vez más en la Batalla del Pantano de Vargas, batalla sufrida para el ejército libertador que termina con la victoria patriota a la última hora gracias a la caballería llanera del coronel Juan José Rondón. La campaña culmina con la victoria patriota en la  Batalla de Boyacá el 7 de agosto de 1819, que se logra la independencia de la Nueva Granada. Iniciando la formación de La Gran Colombia, formada por la unión de las actuales Colombia, Ecuador, Panamá y Venezuela. El ejército colombiano empieza una serie de campañas para liberar territorio que aún queda en manos de los realistas. 

Hacia mediados de los años 1820, Colombia contaba con un ejército de 25.000 a 30.000 hombres, de los cuales alrededor de la mitad eran tropas regulares y el resto milicias. En 1824 se funda la infantería de Colombia oficialmente con la Batalla de Ayacucho. La calidad de tal fuerza variaba: desde unidades veteranas como el batallón Voltígeros, batallón Rifles, los Bravos de Apure, el batallón Albión; hasta unidades mal entrenadas que participaban en labores como milicias y guerrillas. El Ejército ayudó a la independencia de Perú, luego tuvo que enfrentarse a este país venciendo el 27 de febrero de 1829 en la Batalla del Portete de Tarqui.

Orígenes del Ejército y Campaña Libertadora
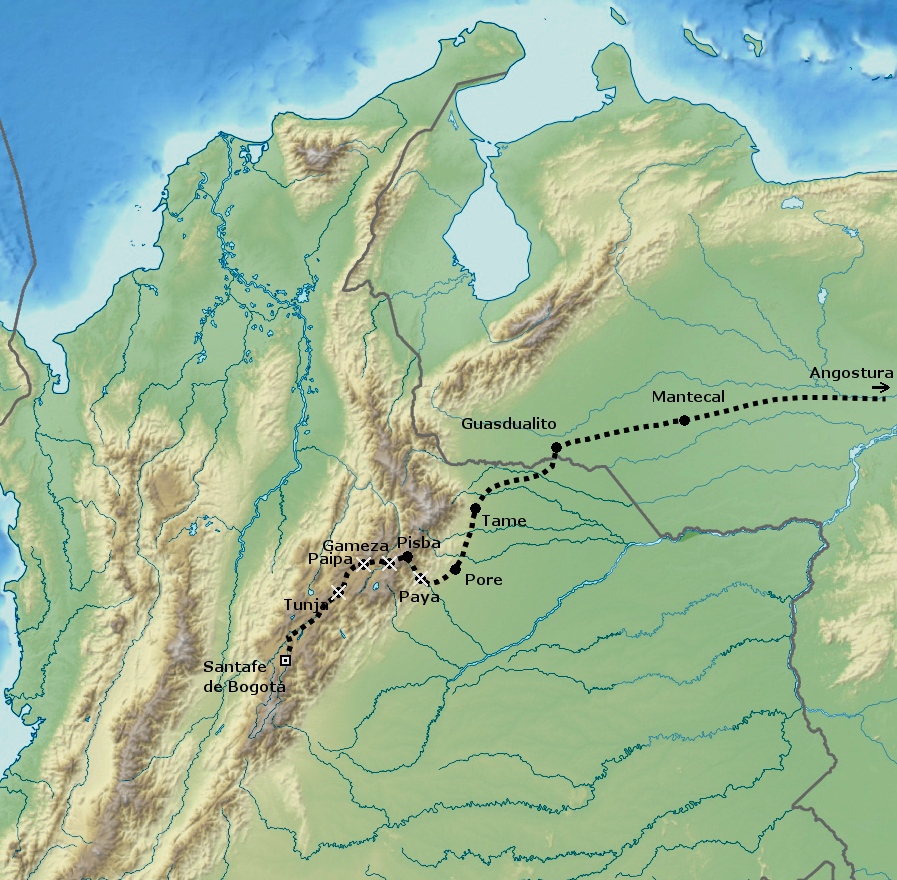
Mapa de la Campaña Libertadora.
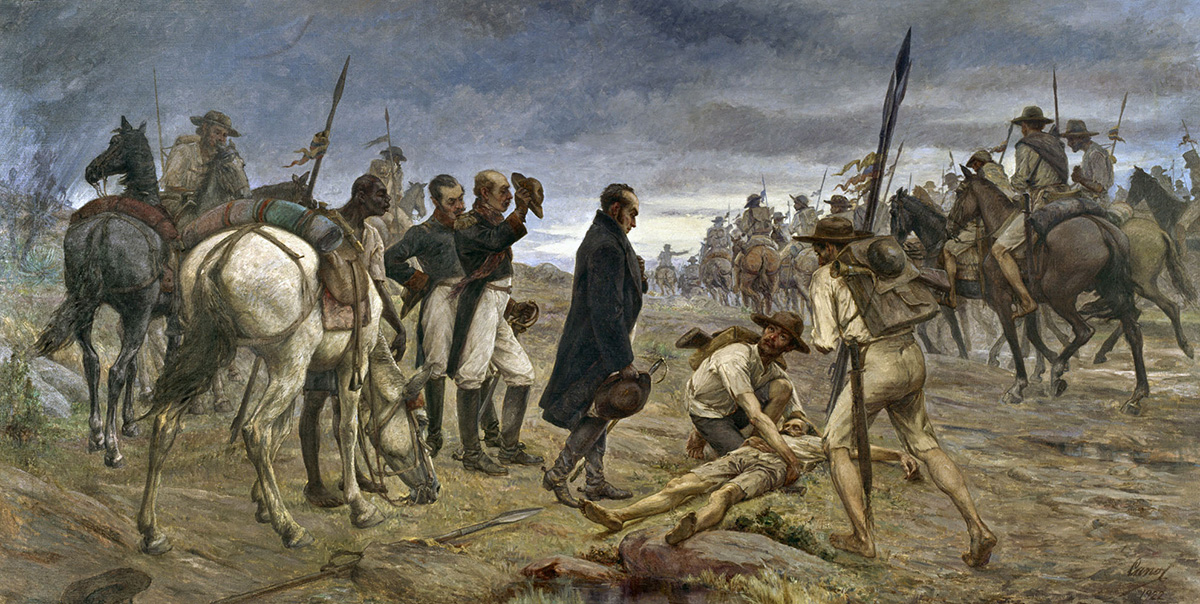
Paso del ejército del Libertador por el Páramo de Pisba
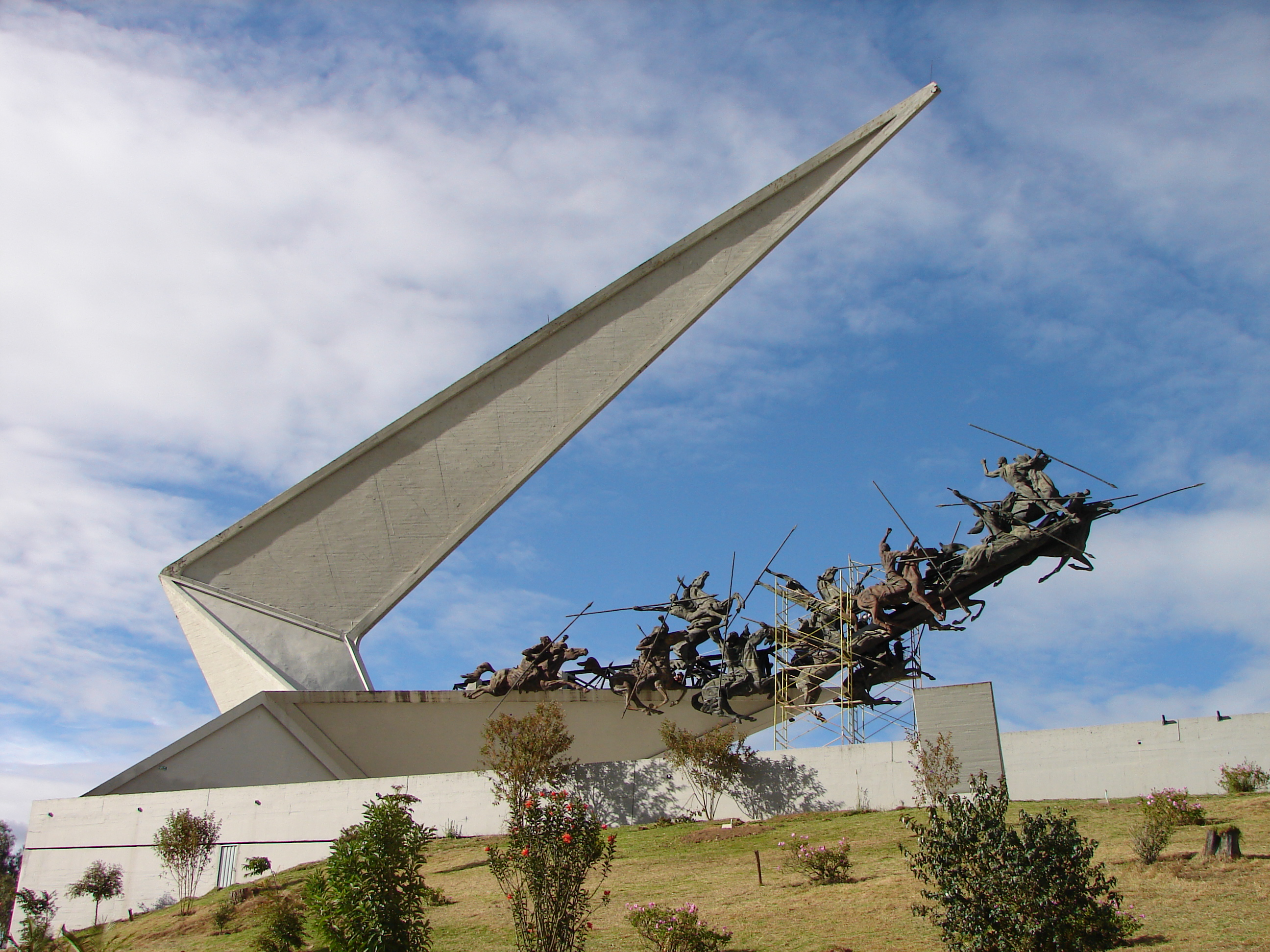
Monumento de la Batalla del Pantano de Vargas, 1819
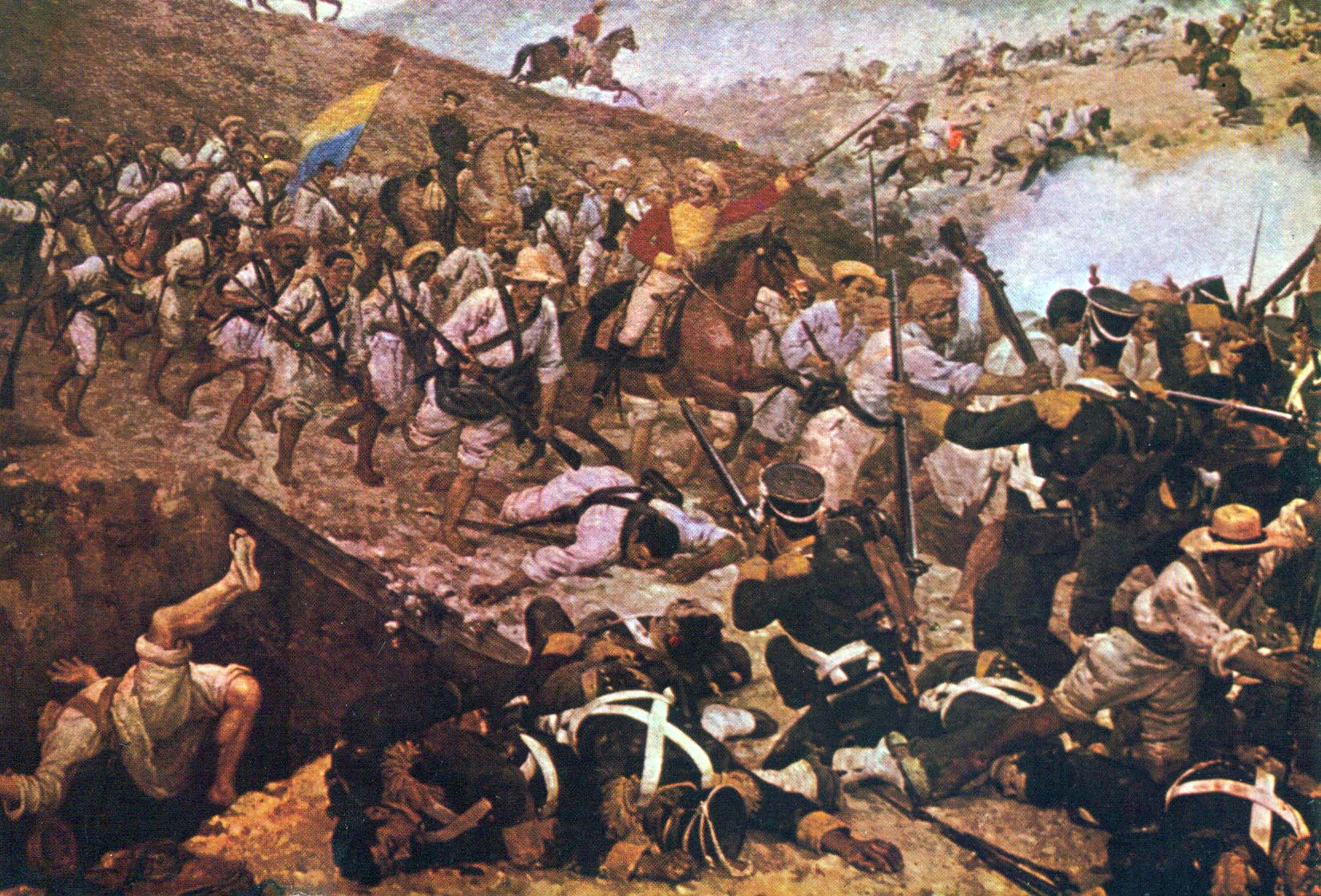
Batalla de Boyacá, 1819.
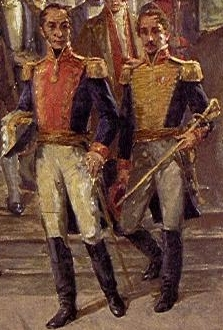
Simón Bolívar y Francisco de Paula Santander en el Congreso de Cúcuta.

### Guerras civiles y conflictos limítrofes (1830-1899)

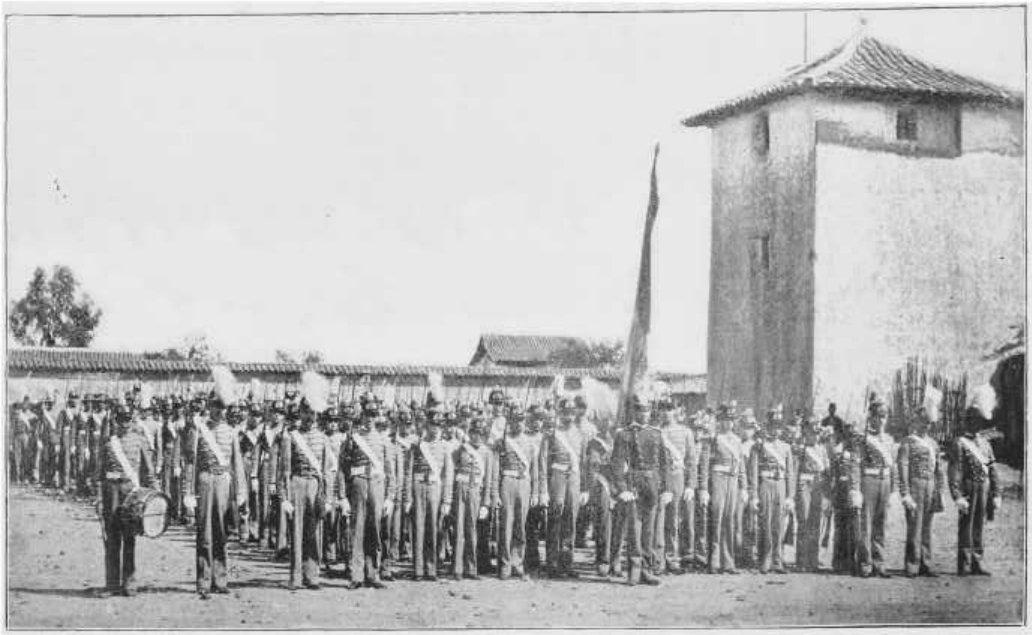
Cuerpo de Cadetes de la Escuela Militar Nacional en Bogotá, 1893.

Tras la Disolución de la Gran Colombia la naciente República de la Nueva Granada y tras la Guerra con Ecuador se dieron varios intentos por profesionalizar el ejército uno de los primeros fue en el gobierno del general Santander en este se promulgó el decreto sobre la reglamentación de uniformes y divisas del ejército neogranadino, en octubre de 1834 igualmente en septiembre de 1848 durante el gobierno de Tomas Cipriano de Mosquera promulgando un decreto detallando los uniformes del ejército de la república con símbolos distintivos de la infantería, la artillería y la caballería.
las guerras civiles dificultaría un avance significativo del Ejército en número de efectivos y tecnificación. Para desarrollar su profesionalización se fundaron escuelas militares que serían cerradas o evolucionarían en sucesivas fases como el Colegio Militar inaugurado en 1847, graduando oficiales ingenieros; rebautizado como Escuela de Ingeniería desde 1861 y convertida en facultad universitaria; con el nombre de Escuela Militar desde 1884 deja el énfasis en ingeniería.
Tras la Guerra de las Soberanías y la Guerra con Ecuador el país estuvo bajo el influjo de la Carta Constitucional de 1863 firmada en Rionegro y quedó dividido en nueve estados federales. Cada estado tenía la libertad de redactar su propia constitución, manejar sus finanzas, comerciar libremente con armas y pólvora, y erigir y armar sus propios ejércitos, es decir, establecer su propio monopolio fiscal y de la fuerza. Como resultado de esta descentralización, tuvo lugar la creación de nueve ejércitos o fuerzas armadas a disposición del respectivo estado. El enfrentamiento armado como solución recurrente a los conflictos tanto entre los estados como al interior de los mismos creó unas condiciones caóticas, sumiendo al país en la precariedad. Como no existían reglas generales bajo las cuales se rigieran las medidas que tomaron los estados, cada uno adecuó la ley a su conveniencia. Las discrepancias regulares se presentaron en torno a la tributación: "el montaje de aduanillas, peajes y pontazgos, entre los estados" dificultó la formación de un mercado interno. La imposibilidad de resolver estas discrepancias y concertar con la oposición conservadora, o con los otros estados, tuvo como consecuencia el estallido de conflictos regionales, que en su mayoría se convirtieron en conflictos nacionales.
Por su parte, el Ejército de la Unión quedó reducido a un exiguo grupo armado denominado "Guardia Colombiana", cuya misión principal era intervenir en el momento en que se encendieran las hostilidades entre los estados. En realidad, la injerencia de la Guardia era limitada, ya que contaba con un pie de fuerza de 600 hombres en promedio, cifra menor comparada con la del ejército del Estado Soberano de Santander que contó con presupuesto para alistar y poner a su servicio un promedio de mil hombres en tiempo de paz y el que fuere necesario en tiempo de guerra. Así, la capacidad operacional de la Guardia frente a una confrontación armada entre dos o más estados era mínima. Si a esto sumamos que los encargados de proveer a la Guardia Colombiana de contingentes de hombres eran los mismos estados y que éstos, a su vez, podían armarse fácilmente y disponer de sus rubros para la compra de armamento, indumentaria y parque, es entendible que la Guardia Colombiana, en el plano de mantener el orden interno del territorio nacional, no tuviera efecto.
También en esta época el gobierno federal contrataría varias misiones militares y mejoras a las fuerzas armadas como a principios de la década de 1870, el ejército colombiano comenzó a reemplazar su variedad de mosquetes belgas, británicos y estadounidenses con rifles de retrocarga. En ese momento también compraron rifles y carabinas Winchester para entregarlas a unidades de infantería y también en 1874 la punta de lanza dejó de ser usada por fuerzas de caballería por fusiles Winchester calibre 44.
También contrataron un cuadro de oficiales europeos para actualizar el entrenamiento, las tácticas y las armas de su ejército. Muchos de estos eran prusianos que aprovecharon esta oportunidad para recomendar que los colombianos reemplazaran sus rifles estadounidenses por los de fabricación alemana. En la década de 1880, se obtuvieron cantidades de Mauser para entregar a la Guardia nacional y otras unidades de profesionales.
En 1886 se sancionó una nueva Constitución, que nació en el seno de la Regeneración conservadora. Este proyecto de gobierno centralizó los dos ámbitos de dominio indispensables de un Estado-Nación: el monopolio fiscal y el de la fuerza. De esa manera se dispuso que la Nación debería tener para su defensa un ejército permanente unificado al servicio del poder regenerador. Requisito indiscutible para poder poseer el monopolio de la fuerza, con lo cual el gobierno Regenerador no tendría oposición bélica. Se dejaban atrás todas las formas de ejército o milicias que pudiesen existir al servicio y bajo el mando de los antiguos estados soberanos, ahora departamentos, perdiendo así la autonomía que habían obtenido de poseer fuerza armada a su servicio en la Constitución de los Estados Unidos de Colombia de 1863.
Con el nuevo sistema centralista el gobierno contrataría una misión militar francesa con el propósito de mejorar profesionalizar al ejército pero la Guerra Civil de 1895 y La guerra de los Mil Días interrumpiría la tecnificación de oficiales y mandos.

### SigloXX: Profesionalización y guerra colombo-peruana

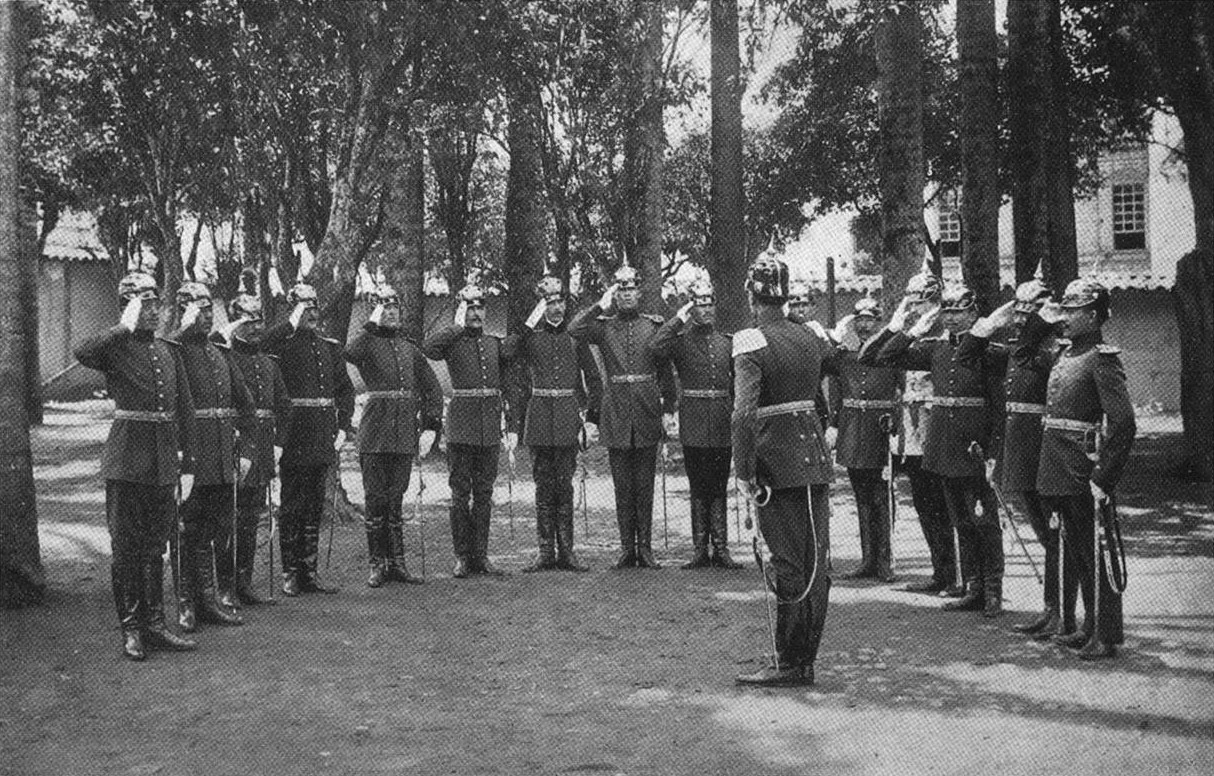
Grupo de oficiales del Ejército con uniforma de gala en Medellín, 1910.

Terminada la guerra de los Mil Días en 1902, fue elegido presidente el General Rafael Reyes, quien retomó la tecnificación del ejército que tenía 30.000 hombres mal instruidos y mal equipados. La tecnificación se inició con la reapertura de la Escuela Militar de Cadetes en 1907, en 1909 se abre la Escuela Superior de Guerra, para lo cual se contrató una misión militar chilena que asesoró al Ministerio de Guerra. Aparte de la dirección de la Escuela Militar, la misión chilena tuvo a cargo la reorganización del ejército y permaneció en el país hasta 1914. Para continuar la tecnificación, entre 1924 y 1928 la misión militar suiza compuesta por el teniente coronel Hans G. Juchler (infantería) y los mayores Paul Gaultier (caballería), Hans von Werdt (infantería) y Henri Pillichody (aviación). Entre 1932 y 1933 se desarrolló un conflicto entre Colombia y Perú, el Ejército de Colombia era de 6.200 hombres, después de varios combates como la Recuperación de Leticia, termina con el Protocolo de Río de Janeiro (1934). En 1940 se inició la construcción de la actual Escuela Militar. Durante la Segunda Guerra Mundial, llegaron al país misiones estadounidenses. Esta cooperación permitió que oficiales colombianos fueran a Estados Unidos a adelantar cursos. El Comando General de las Fuerzas Militares (CGFM) tuvo sus inicios en 1944 con la creación del cargo de jefe de Estado Mayor.

### La Violencia y participación en la guerra de Corea
La violencia Bipartidista latente desde 1928, se manifiesta de forma evidente partir del 9 de abril de 1948, el país vio incrementarse los focos de conflicto entre grupos armados partidistas, por lo cual el gobierno ordenó al Ejército restablecer el orden público en las regiones afectadas por tales grupos. El Ejército participa en La Violencia bipartidista donde combate contra los grupos armados partidistas, enfrentados entre sí. Entre 1949 y 1953 el ejército comenzará a transformarse en contrainsurgencia, en 1951, el ejército realiza la operación aniquilamiento en Yacopí, (Cundinamarca), realiza bombardeos en Tolima, comanda acciones ofensivas en los llanos orientales, es atacado en Miraflores (Boyacá), en la emboscada de El Turpial al Batallón Vargas y en Puerto Salgar (Cundinamarca) atacada la Base Militar. En 1951, iniciada la guerra de Corea, el gobierno colombiano envió al Batallón Colombia de Infantería atendiendo una resolución de las Naciones Unidas,inicialmente agregado a la Vigésima Cuarta División del U.S. Army. Durante este período participaron un total de 4.102 soldados entre Oficiales, Suboficiales y Tropa. El Ejército apoya el Golpe de Estado de 1953, jugando un papel importante en el gobierno del General Gustavo Rojas Pinilla y de la Junta Militar hasta 1958. Durante Guerra del Suez en 1956, fue desplegado el Batallón Colombia N.º 2, como parte de la Fuerza de Emergencia de las Naciones Unidas (UNEF), ante los enfrentamientos de Francia, Gran Bretaña e Israel contra Egipto por el Canal de Suez. En 1954 se crea la Industria Militar (INDUMIL)

### Conflicto armado Interno de Colombia e intervenciones Internacionales
El Ejército ha participado en el Conflicto armado interno de Colombia, en diferentes operaciones, combates, enfrentamientos, ofensivas, retomas y batallas contra los diversos grupos armados, con la formación en la Escuela de las Américas y el Colegio Interamericano de Defensa, influido la doctrina de la seguridad nacional Algunas de las Operaciones Militares más importantes del Ejército han sido en los años 1960 contra el bandolerismo, en 1964 con la Operación Soberanía sobre Marquetalia, en 1973 la Operación Anorí(mueren en combate Manuel y Antonio Vásquez Castaño, fundadores del ELN), en 1978 la Operación Fulminante( contra la bonanza marimbera), en 1981 la Operación Córdova (frustra la invasión por el Pacífico del M-19), en 1985 la Operación Tricolor 83 (Retoma del Palacio de Justicia, tomado por el M-19) en 1990 la Operación Casa Verde (contra el campamento principal de las FARC-EP), en 1999 la Operación Independencia (abatidos 200 guerrilleros de las FARC-EP en el Meta), la Operación Hato Corozal,  la Operación Berlín, en 2001 la Operación Gato Negro (Fuerzas Especiales capturan al narco brasileño 'Fernandinho'), en 2002 la Operación Todo Honor(Retoma de la Zona de Distensión), En el marco del Plan Patriota: la Operación Orión, (retoma de Medellín, contra las milicias) la Operación Libertad Uno (Rompimiento del cerco de las FARC-EP en Cundinamarca y en 2003 la Operación Jirafa (retoma territorial en Tolima),en 2004 la Operación JM (contra el Bloque Oriental de las FARC-EP), en 2005 la Operación Emperador, en 2006 la Operación Linaje en 2007 la Operación Sol Naciente (Abatido Tomás Medina Caracas 'Negro Acacio' de las FARC-EP) y la Operación Alcatraz(en el Carmen de Bolívar (abatido 'Martín Caballero'. de las FARC-EP), en 2008 la operación Fénix (Abatido Luis Édgar Devia Silva, 'Raúl Reyes' de las FARC-EP, una fuerza de tarea compuesta por la Fuerza Aérea de Colombia, la Fuerza de Despliegue Rápido del Ejército y Fuerzas Especiales de la Policía, atacó un campamento del grupo FARC-EP en territorio ecuatoriano limítrofe con Colombia), la Operación Jaque (la excandidata presidencial Íngrid Betancourt, tres estadounidenses y 11 soldados y policías fueron liberados por un equipo de agentes de inteligencia del Ejército Nacional), y la Operación Sonar (contra el Bloque Norocciental de las FARC-EP), en 2009 la Operación Fuerte y la Operación Dinastía, en 2010 la Operación Camaleón (Rescate de cuatro uniformados que estaban secuestrados desde hacía cerca de 12 años) y la Operación Sodoma (abatido Víctor Julio Suárez Rojas 'Mono Jojoy', cabecilla de las FARC-EP en La Macarena, Meta). en 2011 la Operación Odiseo(Abatido 'Alfonso Cano' de las FARC-EP), en 2015 la Operación Agamenón(contra Clan del Golfo), y la Operación Solemne de octubre de 2015 abatido Víctor Ramón Navarro Serrano‘Megateo’, comandante del GAO 'Los Pelusos', desde 2018 la Operación Aquiles y en 2019 la Operación Zeus (Abatido 'Rodrigo Cadete', jefe de Disidencias de las FARC-EP) y la Operación Esparta contra el GAO Los Pelusos, el ELN y GAO Los Rastrojos en el Catatumbo (Norte de Santander).

En 1976 se crea la Universidad Militar Nueva Granada.En 1982, se reestructuró la organización del Ejército Nacional en Divisiones, se fundó el Museo Militar y se activó la Brigada de Apoyo Logístico. En 1983 fue dividido el Ejército en 4 divisiones: (la I División la Costa Caribe y Antioquia, la II División los Santanderes y Magdalena Medio, la III División Pacífico y el Valle y la IV División la Orinoquia y el Amazonas). Los Batallones Contraguerrilla creados en 1988.La Aviación de Ejército, fue creada en 1990 y las Brigadas Móviles; los Grupos de Acción Unificada por la Libertad Personal (GAULA), la Inteligencia Militar y la Escuela de Fuerzas Especiales en 1996 y el arma de Comunicaciones en 1997. La reestructuración del Ejército en 1998 y el Plan Colombia contribuyó a la creación de la Fuerza de Despliegue Rápido (FUDRA), la Escuela de Soldados Profesionales y la Cadena Radial del Ejército Colombiano, en 1999. En el 2000 se crea la Brigada Especial Contra el Narcotráfico en Larandia (Caquetá). La creación de Batallones de Alta Montaña desde 2001. La Creación de la Escuela de Helicópteros de la Fuerza Pública en 2002. Desde en 2003, con el lanzamiento de la Política de Seguridad Democrática, las Fuerzas Militares de Colombia han actualizado sus equipos y métodos desde 2005, con apoyo de los gobiernos de los Estados Unidos y de Israel, para un desarrollo multimisión del Ejército Nacional con Fuerzas de Tareas, Comandos Conjuntos. En 2007 aparece la División de Aviación Asalto Aéreo (DAAVA), para 2010 cambian de denominación los Batallones Contraguerrilla y pasan a denominarse Batallones de Combate Terrestre, en 2017 se crea el Comando de Acción Integral y Desarrollo. Como cumplimiento de los Acuerdos de Paz entre el gobierno colombiano y las FARC-EP se crean los Batallones de Desminado Humanitario. Desde 1981 y para defender los Acuerdos de Camp David (tras la guerra de Yom Kipur, 1973), fue desplegado el Batallón Colombia N.º 3 en la Península de Sinaí (Egipto), como parte de la Fuerza Multinacional de Paz y Observadores. Presencia militar de Colombia, Chile y Ecuador en Cabo Haitiano como parte de las fuerzas conjuntas MINUSTAH en Haití entre 2004 y 2017. El Ejército de Colombia hizo parte de la Fuerza Multinacional Irak durante la guerra de Irak

Historia del Ejército Nacional de Colombia
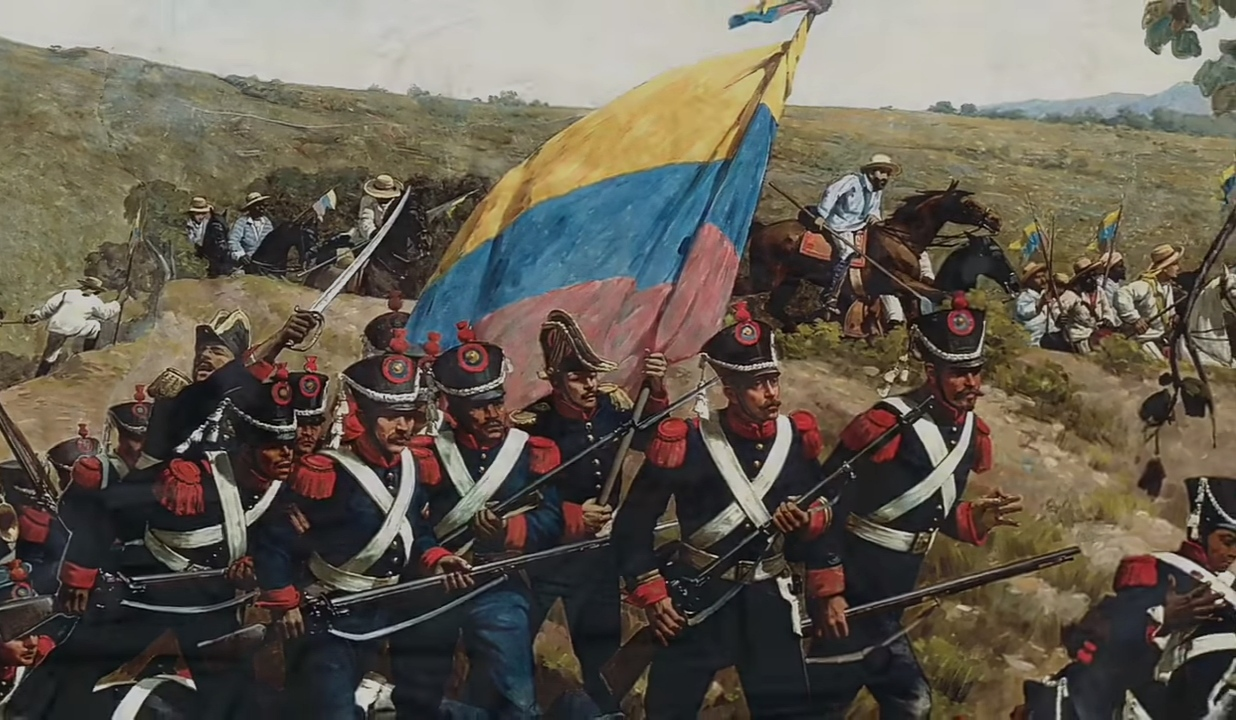
Soldados de la Gran Colombia durante la Batalla de Carabobo en 1821.
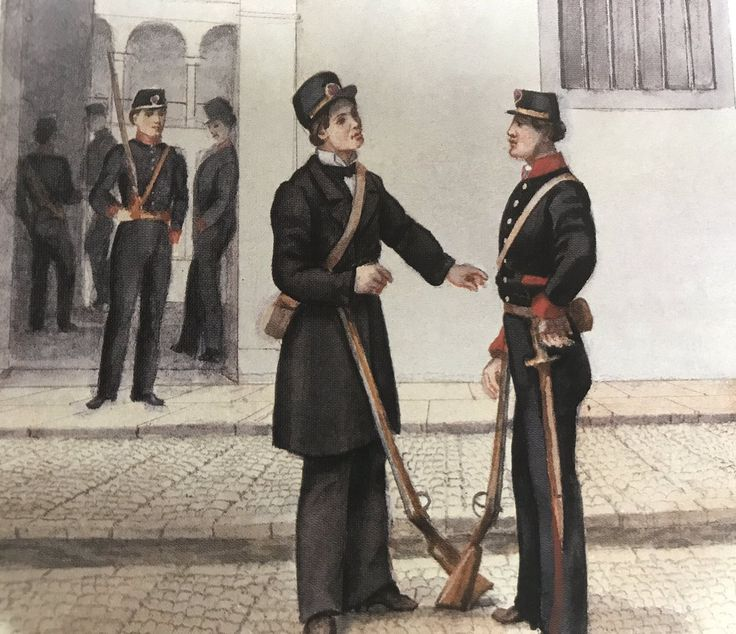
Soldados en 1876 durante la guerra de las escuelas obra de Ramón Torres Méndez.
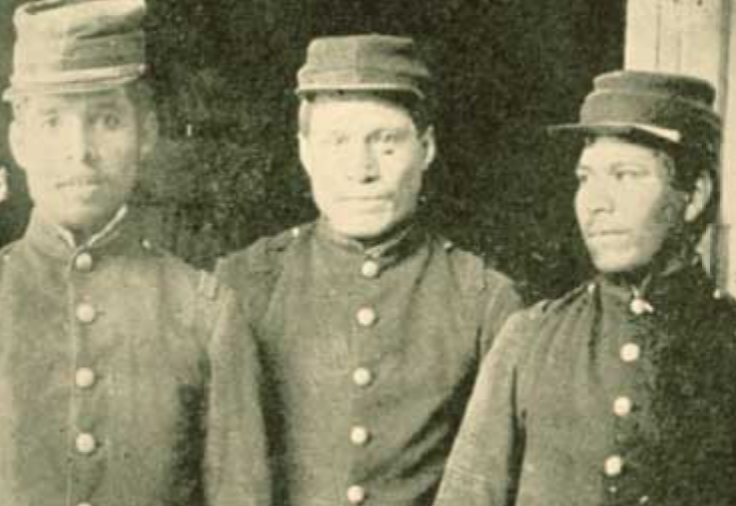
Campesinos reclutados en por el Ejército Nacional a finales del Siglo XIX, usando uniformes franceses.
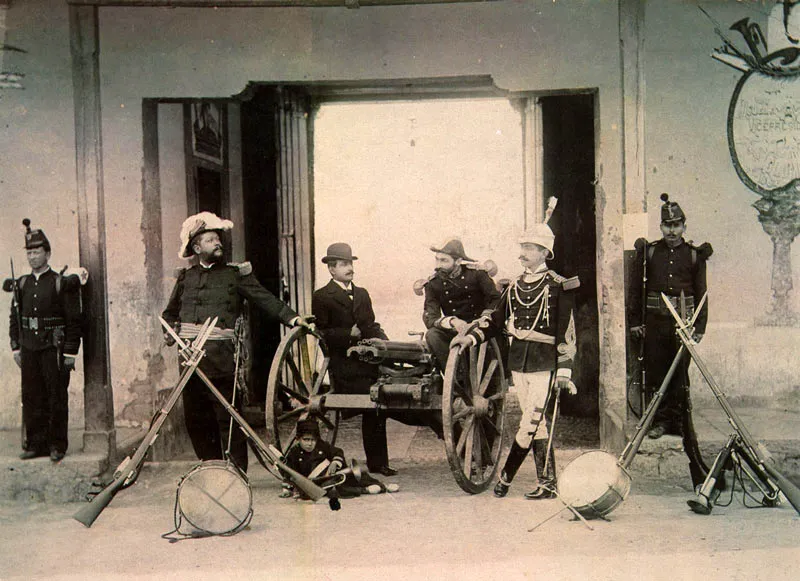
Grupo de militares junto a una Ametralladora Gatling,1894.
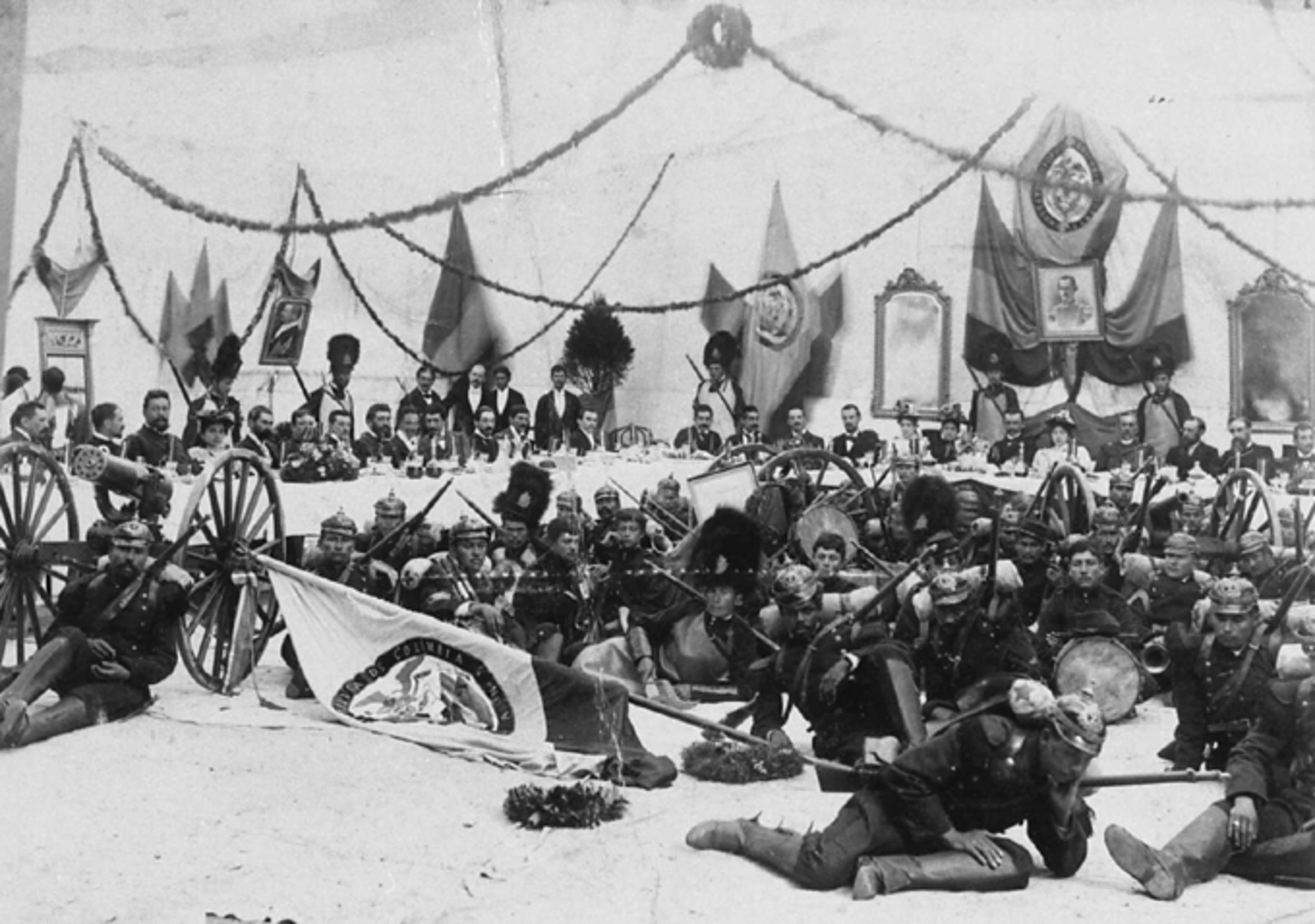
Tropas del Ejército Nacional durante un banquete en la Guerra de los Mil Días, 1899.
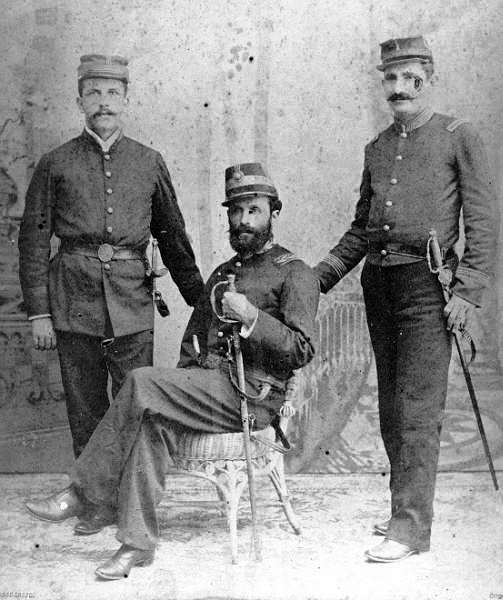
General Ramón González Valencia, en 1900.
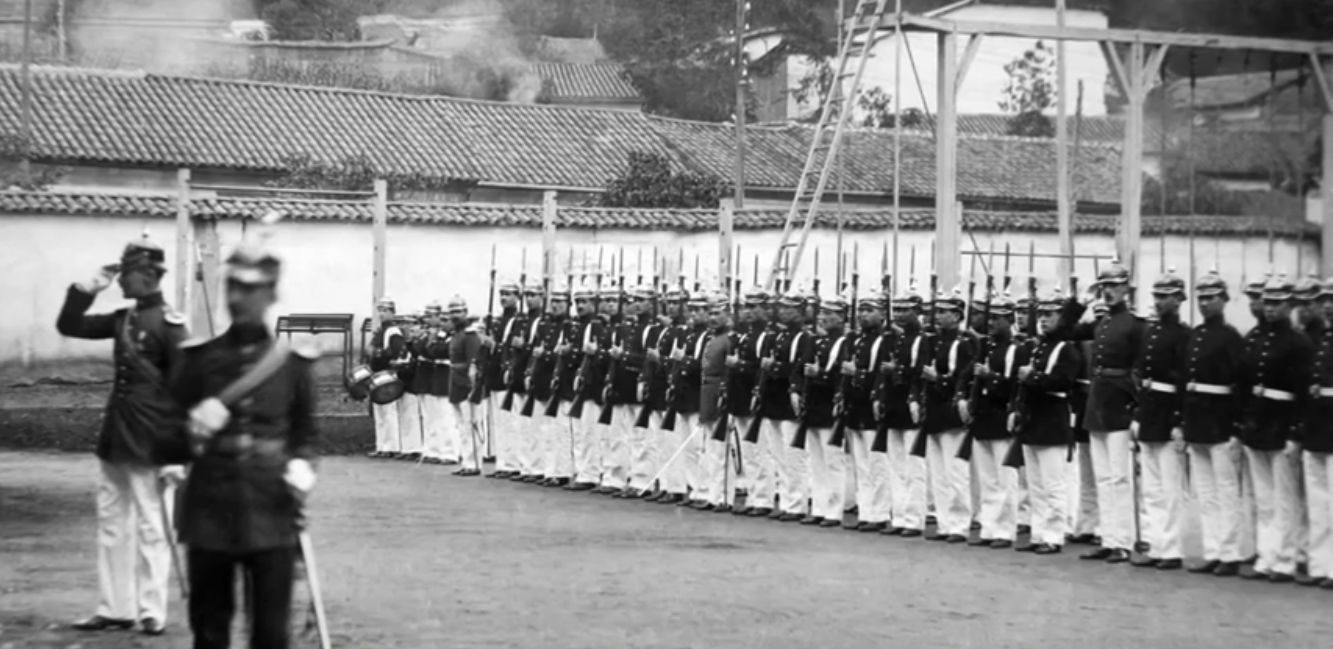
Cadetes colombianos, durante la misión militar chilena en 1910, usando el casco prusiano Pickelhaube.
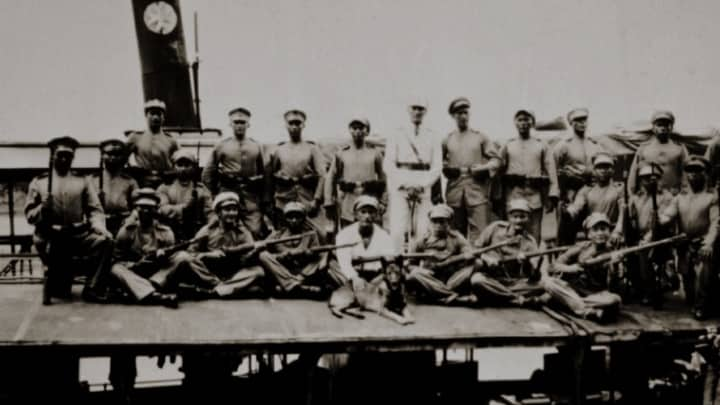
Soldados durante la Guerra colombo-peruana.
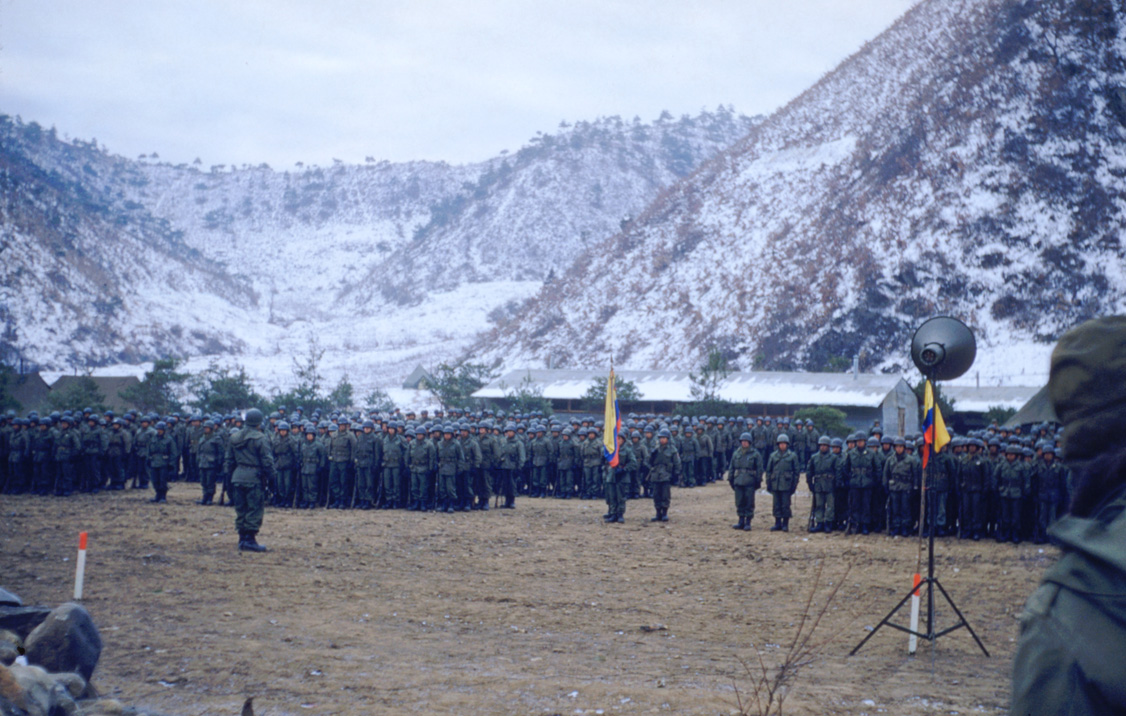
Soldados del Batallón Colombia, enviado a la Guerra de Corea entre 1951-1953.
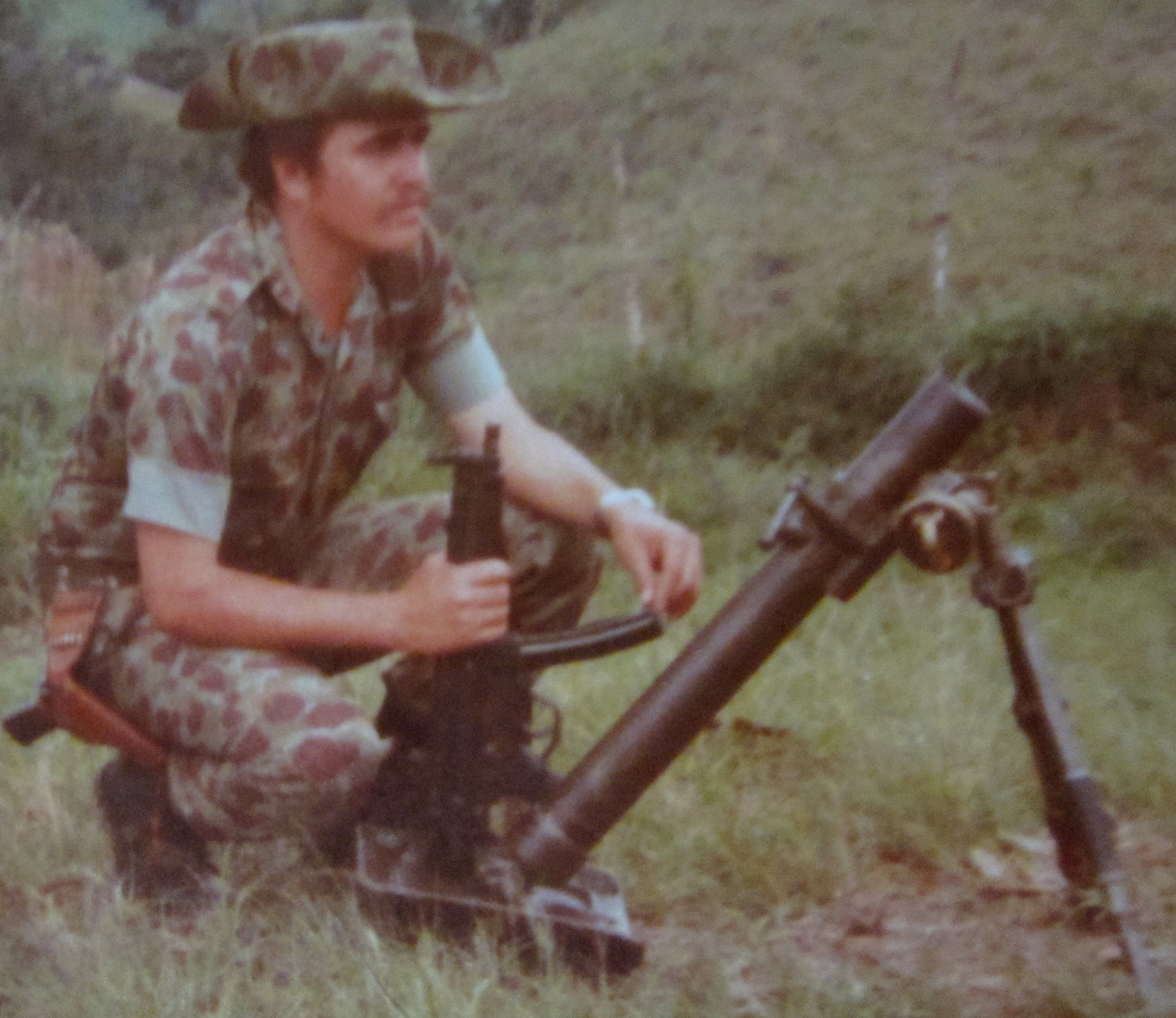
Soldado del Ejercito Nacional en 1971.
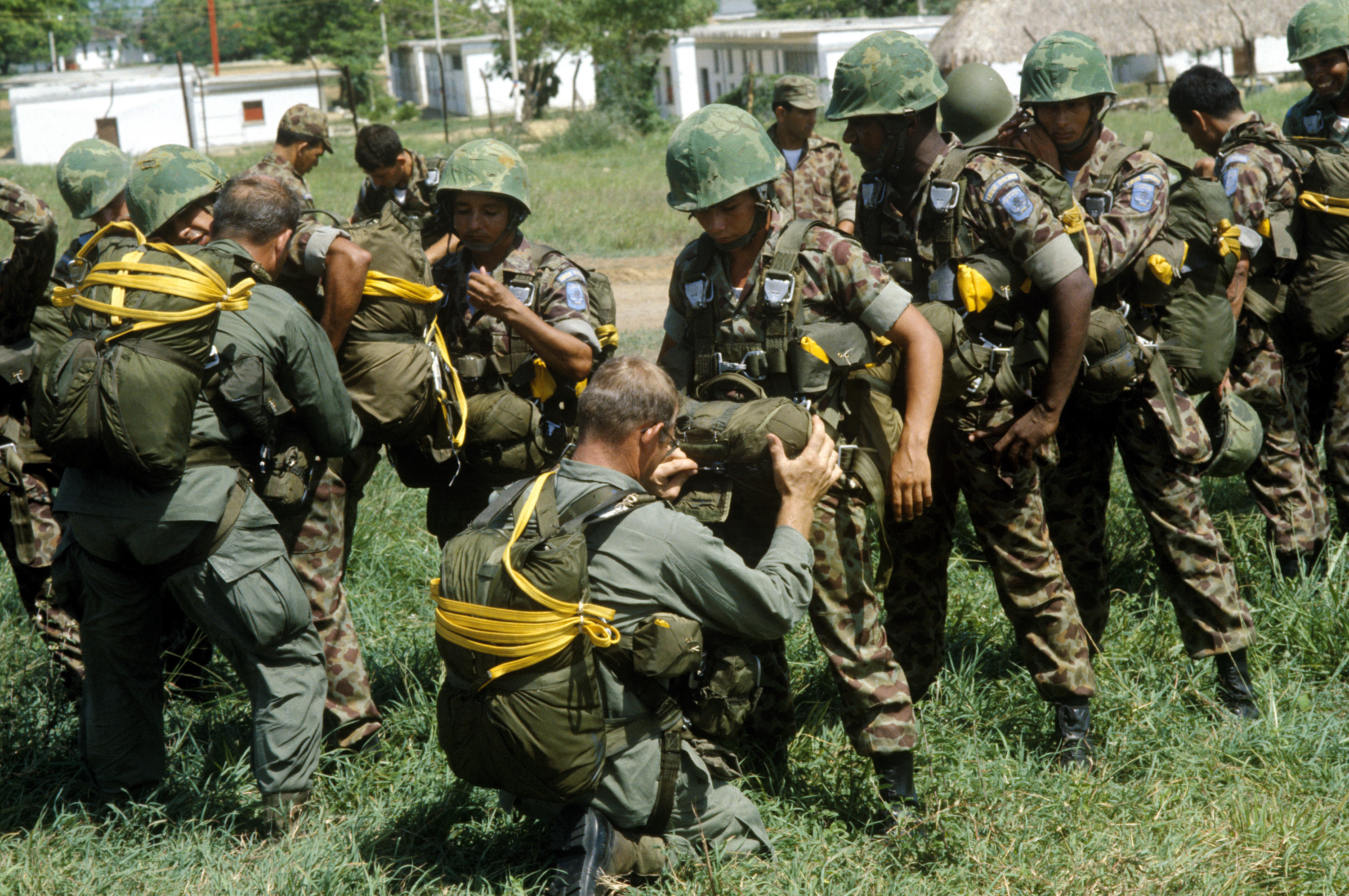
Soldados de las Fuerzas Especiales del Ejército de estados unidos inspeccionan los paracaídas que usaron los paracaidistas colombianos durante el ejercicio conjunto de contrainsurgencia, 1985.
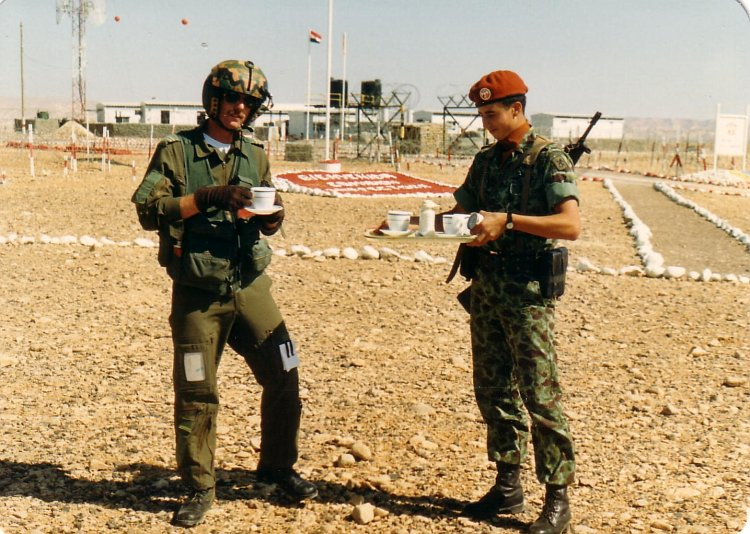
Soldado colombiano de la Fuerza Multinacional de Paz y Observadores boina terracota, con piloto canadiense en 1989.
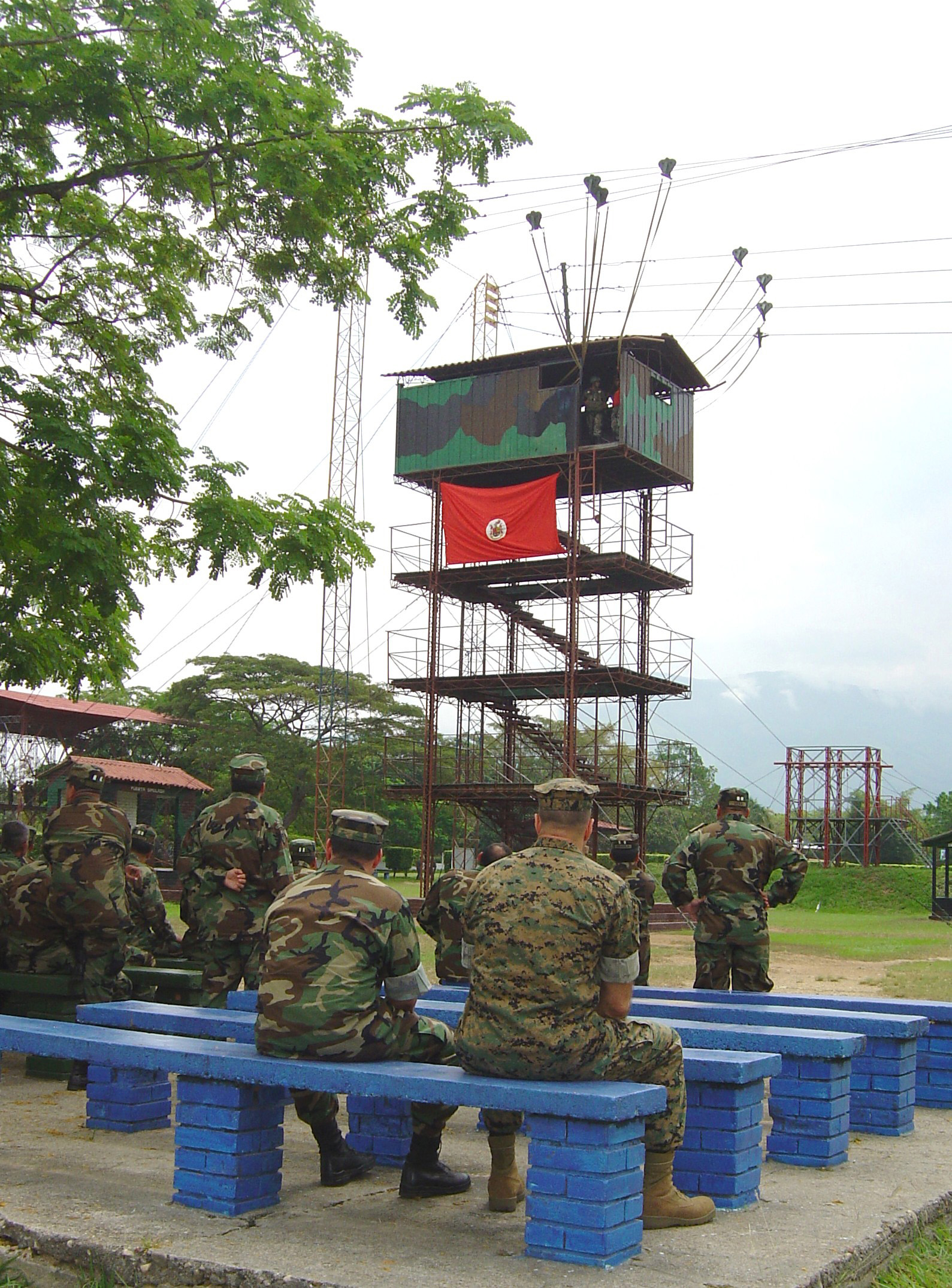
Entrenamiento del Ejército Nacional en Tolemaida.
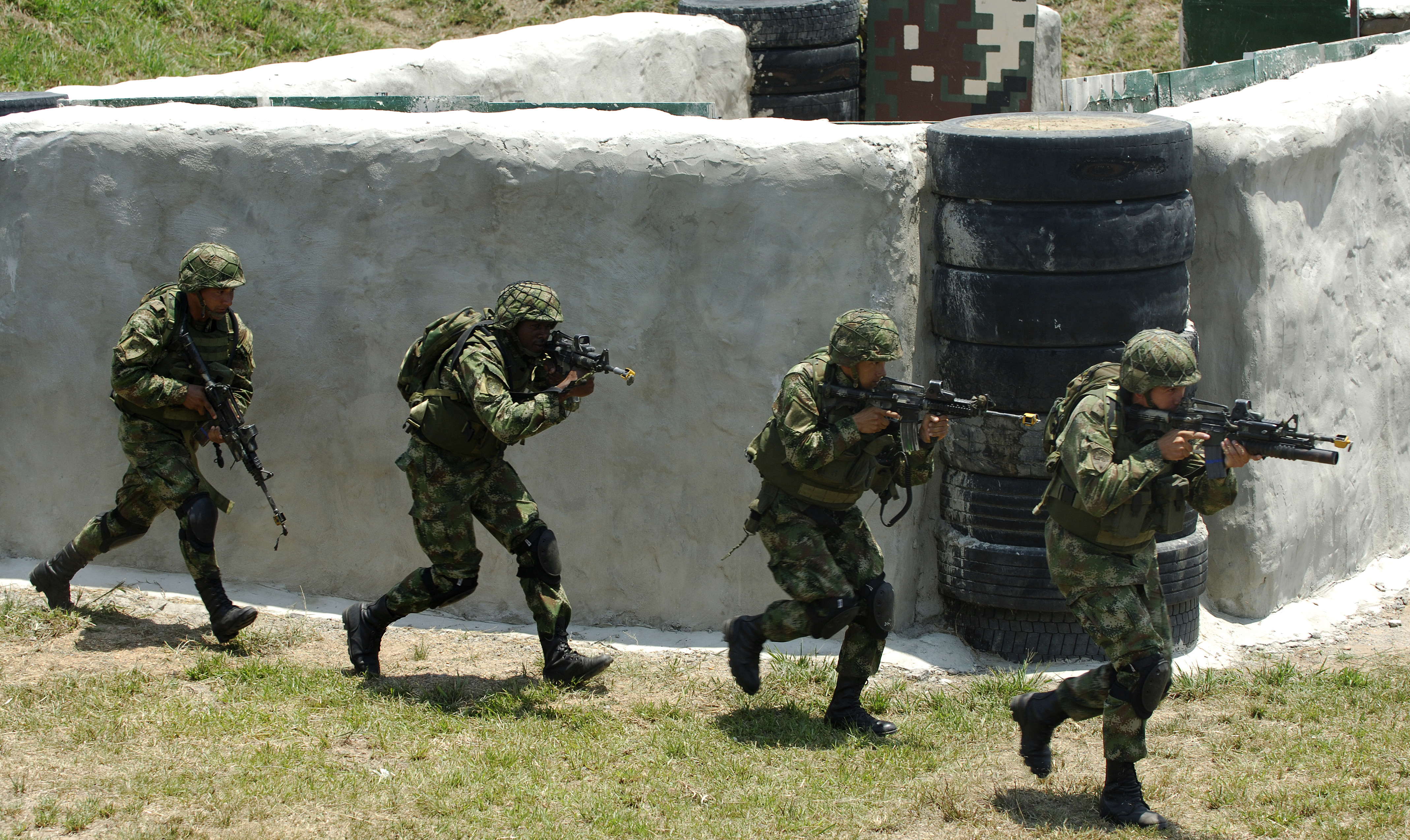
Fuerzas Especiales del Ejército Nacional.
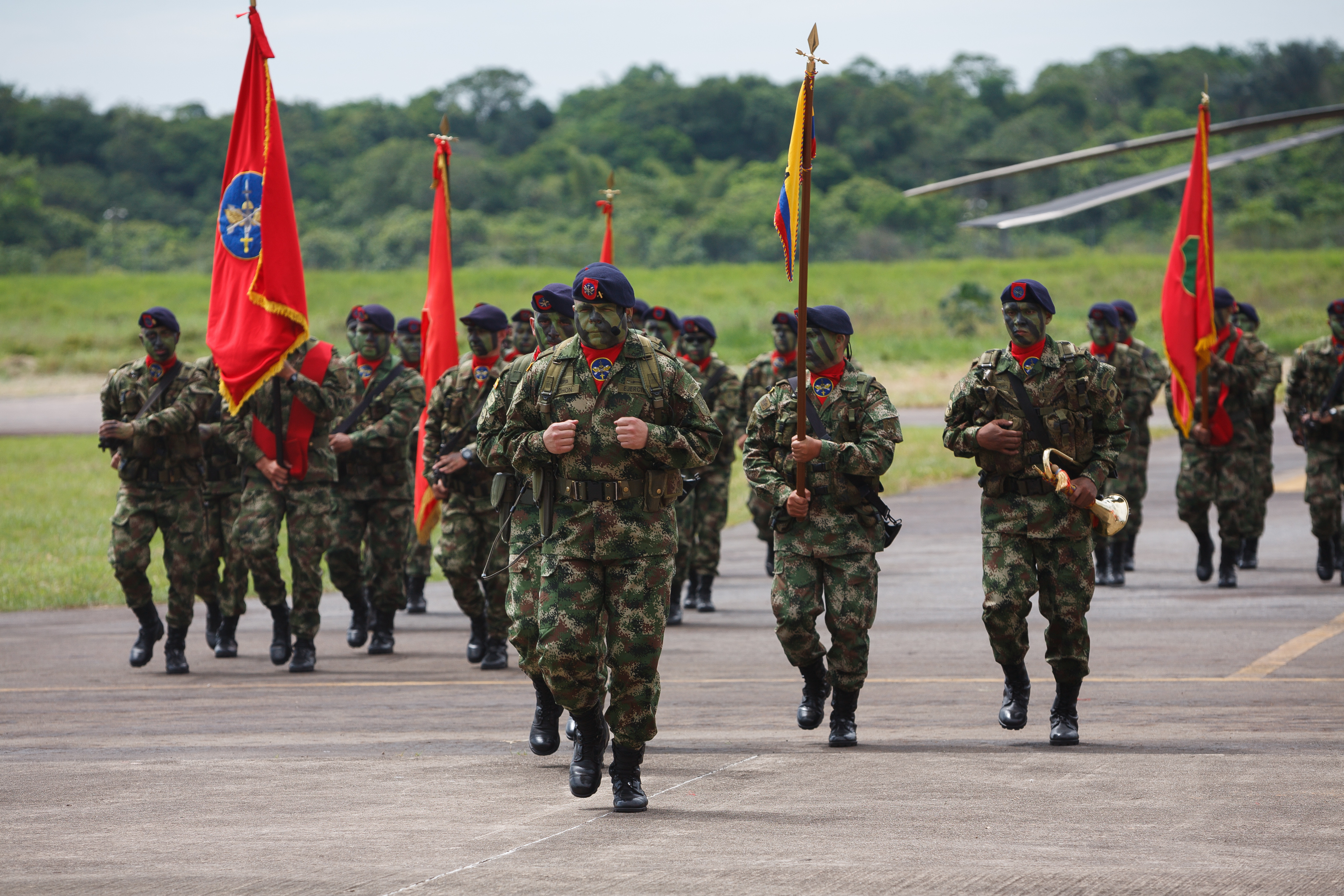
Fuerzas Especiales del Ejército Nacional contra el narcotráfico.
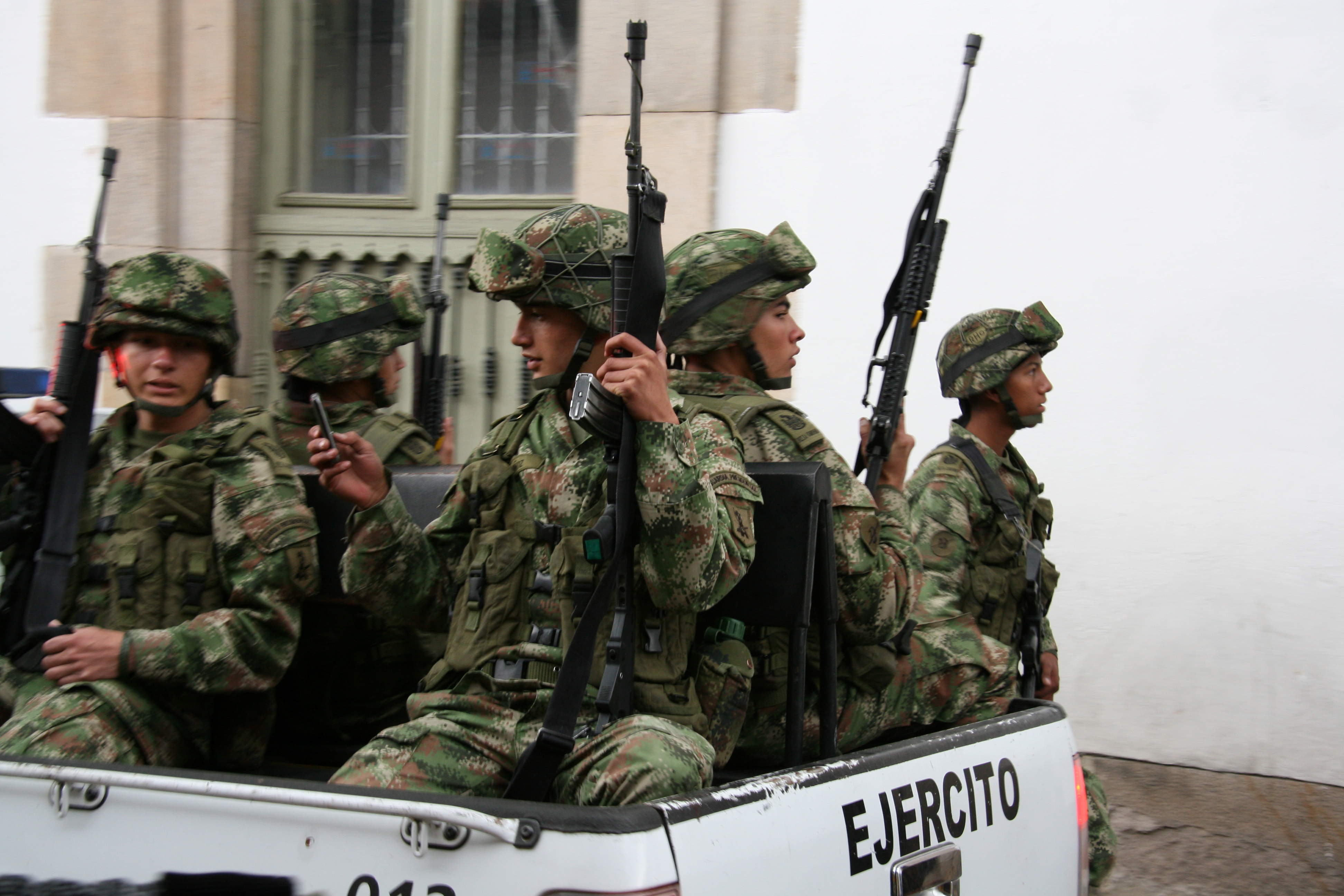
Policía Militar del Ejército Nacional.
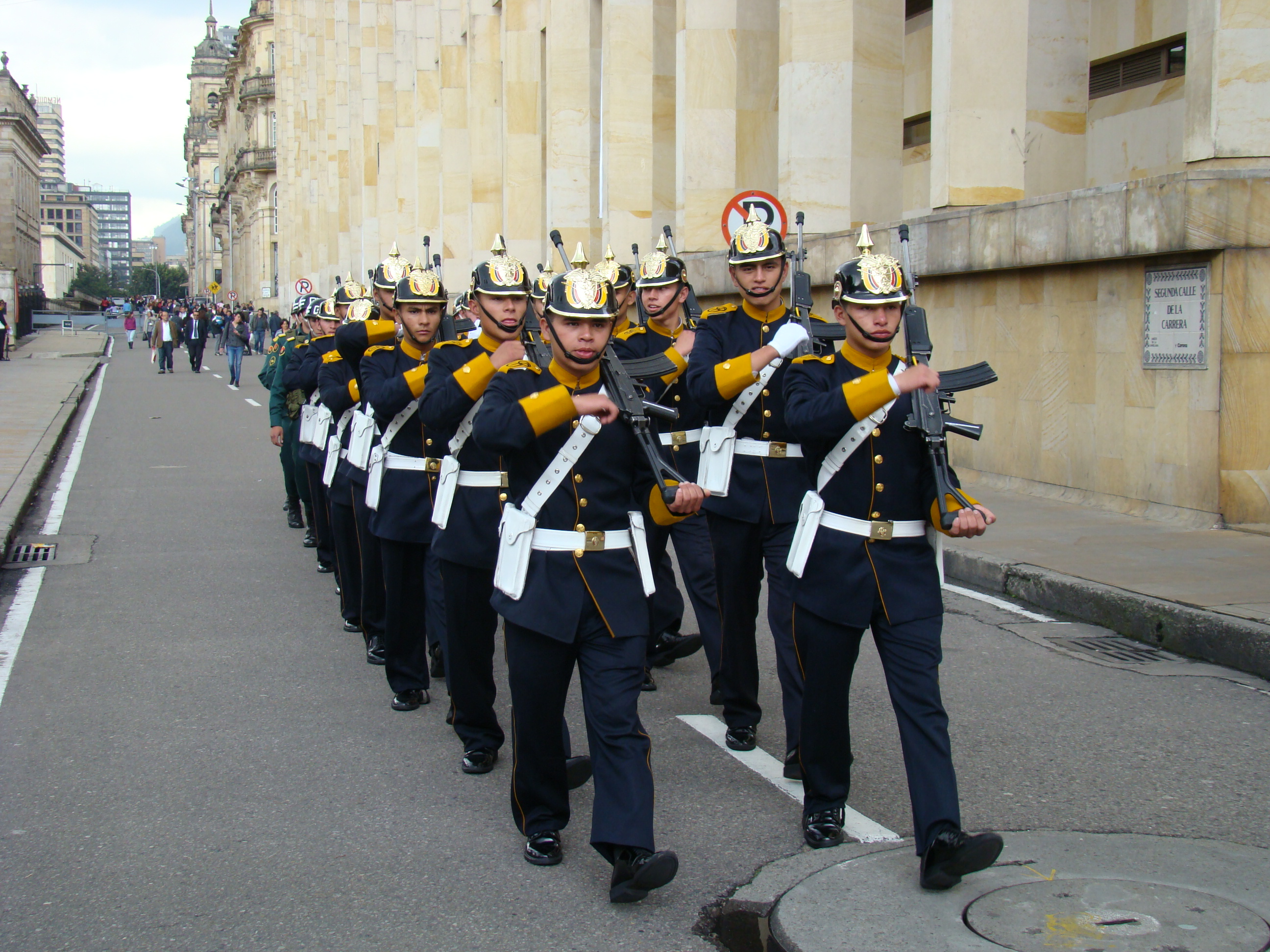
Soldados del Batallón Guardia Presidencial.

## Misiones y funciones
- Conducir operaciones militares orientadas a defender la soberanía, la independencia y la integridad territorial.
- Proteger a la población civil, los recursos privados y estatales, para contribuir a generar un ambiente de paz, seguridad y desarrollo, que garantice el orden constitucional de la nación.
- Coadyuva en la generación de espacios de estabilización en coordinación con las demás entidades del Estado para dar cumplimiento con la Política de Consolidación Territorial de acuerdo con su misión ante cualquier amenaza interna o externa.
- Seguridad de la Infraestructura Energética y Vial. Gestión del Riesgo de Desastres.
- Protección del Medio Ambiente y de los Recursos Naturales.
- Cooperación Internacional. Contribución al Desarrollo del País.[23]

## Organización
La Organización del Ejército Nacional de Colombia fue reestructurada mediante la disposición número 0004 del 26 de febrero de 2016 donde se organiza por jefaturas y departamentos.

### Línea de mando
En el Ejército Nacional de Colombia la línea de mando va, de mayor a menor autoridad, en la siguiente forma:
- Presidente de la República
- Ministro de Defensa Nacional
- Comandante general de las Fuerzas Militares
- Comandante del Ejército
- Comandante de División o Unidades Especiales
- Comandante Brigada (División administrativa del Ejército) o Unidades Operativas (Fuerzas de Tarea)
- Comandante de Batallón o Unidades Tácticas
- Comandante de Compañía
- Comandante de Pelotón
- Comandante de Escuadra

### Divisiones y unidades
| Imagen | División                                                              | Brigadas y Unidades |
| ------ | --------------------------------------------------------------------- | --- |
|        | Primera División                                                      | Segunda Brigada Barranquilla Décima Brigada Blindada Valledupar Fuerza de Tarea de Armas Combinadas Buenavista |
|        | Segunda División                                                      | Quinta Brigada Bucaramanga Trigésima Brigada Cúcuta Fuerza de Tarea Vulcano Fuerza de Despliegue Rápido (FUDRA) n.º 3 |
|        | Tercera División                                                      | Tercera Brigada Cali Vigésima Tercera Brigada Pasto Vigésima Novena Brigada Popayán Comando Específico del Cauca Fuerza de Despliegue Rápido (FUDRA) No.2 Fuerza de Despliegue Rápido (FUDRA) No 4                                                                                  |
|        | Cuarta División                                                       | Séptima Brigada Villavicencio Trigésima Primera Brigada de Selva Carurú Vigésima Segunda Brigada de Selva San José del Guaviare Trigésima Primera Brigada de Selva |
|        | Quinta División                                                       | Primera Brigada Tunja Sexta Brigada Ibagué Octava Brigada Armenia Novena Brigada Neiva Décima Tercera Brigada Bogotá Comando operativo de estabilización y consolidación Zeus |
|        | Sexta División                                                        | Décima Segunda Brigada Florencia Vigésima Séptima Brigada de Selva Mocoa Vigésima Sexta Brigada de Selva Conjunta Leticia Comando Operativo Júpiter Brigada Contra el Narcotráfico (BRCNA) Larandia                                                                                 |
|        | Séptima División                                                      | Cuarta Brigada Medellín Décima Primera Brigada Montería Décima Cuarta Brigada Puerto Berrío Décima Quinta Brigada Chocó Décima Séptima Brigada Carepa Fuerza de Tarea Conjunta Titán Fuerza de Tarea Conjunta Aquiles                                                               |
|        | Octava División                                                       | Décima Sexta Brigada Yopal Décima Octava Brigada Arauca Vigésima Octava Brigada Puerto Carreño Fuerza de Tarea Quirón Fuerza de Despliegue Rápido (FUDRA) n.º 1 |
|        | División de Aviación Asalto Aéreo del Ejército Nacional (DAVAA)       | Brigada de Aviación n.º 25 de maniobra (Tolemaida) Brigada de Aviación n.º 32 (Bogotá) Batallón de Operaciones Especiales de Aviación Comando Operativo de Mantenimiento de Aviación Brigada de Aviación n.º 33 de Movilidad y maniobra                                             |
|        | División de Fuerzas Especiales                                        | Regimiento de fuerzas especiales 1 Regimiento de fuerzas especiales 2 Regimiento de fuerzas especiales 3 |
|        | Comando de Apoyo de Combate de Inteligencia Militar (CAIMI)           | Brigada de Inteligencia Militar n.º 01 Brigada de Inteligencia Militar n.º 02 Batallón de Apoyo de Servicios para la Inteligencia Militar Batallón de Gestión Operacional de Inteligencia Militar                                                                                   |
|        | Comando de Apoyo de Combate de Contrainteligencia Militar (CACIM)     | Brigada de Contrainteligencia Militar 1 Brigada de Contrainteligencia Militar 2 Batallón de Apoyo de Servicios para la Contrainteligencia |
|        | Comando de Apoyo Operacional de Comunicaciones y Ciberdefensa (CAOCC) | Brigada Especial de Comunicaciones |
|        | Comando de Despliegue Estratégico                                     | |
|        | Comando de Apoyo de Acción Integral (CAAID)                           | Brigadas de Acción Integral y Desarrollo n.º 01 Brigadas de Acción Integral y Desarrollo n.º 02 |
|        | Comando de apoyo a operaciones urbanas (CAOUR)                        | Batallón de fuerzas especiales urbanas n.º 01 Batallón de fuerzas especiales urbanas n.º 02 Batallón de fuerzas especiales urbanas n.º 03 Batallón de fuerzas especiales urbanas n.º 05 Batallón de fuerzas especiales urbanas n.º 07 Batallón de fuerzas especiales urbanas n.º 08 |
|        | Comando contra el Narcotráfico y las Amenazas Transnacionales (CONAT) | Fuerza de despliegue contra amenazas transnacionales Brigada contra la minería ilegal Brigada contra el narcotráfico n.º 01 Brigada contra el narcotráfico n.º 02 Brigada contra el narcotráfico n.º 03                                                                             |

### Unidades Especiales
- Fuerza de Despliegue Rápido (FUDRA)
- Brigada liviana de caballería (BLICA)/compañías PLAN Meteoro
- Agrupación de Fuerzas Especiales Antiterroristas Urbanas (AFEUR)
- Batallón de Infantería n.º 3 Colombia (BICOL3)[124]
- Grupos de Acción Unificada por la Libertad Personal (GAULA)
- Batallones de operaciones terrestres (BATOT)
- Batallones de Alta Montaña (Páramo de Sumapaz, Sierra Nevada de Santa Marta, Sierra Nevada del Cocuy, Farallones de Cali, entre otros).[125][126]
- Batallones de desminado humanitario.[127][128]

## Grados e insignias
El Ejército de Colombia es uno de los tres servicios principales de las Fuerzas Militares de Colombia encargado de ejercer y mantener la defensa de la soberanía, la independencia y el orden constitucional en la integridad del territorio colombiano. Las tablas a continuación muestran la estructura de grados e insignias asociadas del Ejército Nacional.

### Oficiales
| OFICIALES   | OFICIALES           | OFICIALES           | OFICIALES           | OFICIALES            | OFICIALES            | OFICIALES            | OFICIALES             | OFICIALES             | OFICIALES             |
| ----------- | ------------------- | ------------------- | ------------------- | -------------------- | -------------------- | -------------------- | --------------------- | --------------------- | --------------------- |
| Código OTAN | OF-9                | OF-8                | OF-7                | OF-6                 | OF-5                 | OF-4                 | OF-3                  | OF-2                  | OF-1                  |
| Colombia    | Oficiales generales | Oficiales generales | Oficiales generales | Oficiales superiores | Oficiales superiores | Oficiales superiores | Oficiales subalternos | Oficiales subalternos | Oficiales subalternos |
| Colombia    |                     |                     |                     |                      |                      |                      |                       |                       |                       |
| Grado       | General             | Mayor general       | Brigadier general   | Coronel              | Teniente coronel     | Mayor                | Capitán               | Teniente              | Subteniente           |
| Abrev.      | GR                  | MG                  | BG                  | CR                   | TC                   | MY                   | CT                    | TE                    | ST                    |

### Suboficiales
|             | SUBOFICIALES                       | SUBOFICIALES               | SUBOFICIALES              | SUBOFICIALES   | SUBOFICIALES     | SUBOFICIALES         | SUBOFICIALES     | SUBOFICIALES | SUBOFICIALES | SUBOFICIALES |
| ----------- | ---------------------------------- | -------------------------- | ------------------------- | -------------- | ---------------- | -------------------- | ---------------- | ------------ | ------------ | ------------ |
| Código OTAN | OR-10                              | OR-9                       | OR-9                      | OR-8           | OR-7             | OR-6                 | OR-5             | OR-4         | OR-3         | OR-2         |
| Colombia    |                                    |                            |                           |                |                  |                      |                  |              |              |              |
| Grado       | Sargento mayor de Comando Conjunto | Sargento mayor de Ejército | Sargento mayor de Comando | Sargento mayor | Sargento primero | Sargento viceprimero | Sargento segundo | Cabo primero | Cabo segundo | Cabo tercero |
| Abrev.      | SMCC                               | SME                        | SMC                       | SM             | SP               | SV                   | SS               | CP           | CS           | C3           |

### Dragoneantes y soldados
|             |                                 | SOLDADOS                                                 | SOLDADOS                                     | SOLDADOS |
| ----------- | ------------------------------- | -------------------------------------------------------- | -------------------------------------------- | -------- |
| Código OTAN | OR-2                            | OR-1                                                     | OR-1                                         | OR-1     |
| Colombia    | (DGP) - DRAGONEANTE PROFESIONAL | Dragoneante (Soldados Regulares SL18 y Bachilleres SL12) | Presilla camaleón soldado profesional 6 años |          |
| Grado       | Dragoneante profesional         | Dragoneante                                              | Soldado profesional                          | Soldado  |
| Abrev.      | DGP                             | DG                                                       | SLP                                          | SL       |

- Dragoneante Profesional: (DGP) es el escalafón más alto en la jerarquía del soldado profesional, luego de realizar el curso de liderazgo y mando en operaciones, es el apoyo de los cuadros de mando ya sean oficiales o suboficiales, será empleado o destinado como mando ejecutor reemplazante o comandante de Escuadra.
- Soldado Profesional: (SLP)  es el que luego de prestar el servicio militar obligatorio, decide continuar en la fuerza realizando un proceso de estudios militares en la (ESPRO) Escuela de solados profesionales, a lo cual al culminar decide hacer de ésta su profesión. Recibe un salario, prima de antigüedad, subsidio familiar, y se jubila a los 20 años de servicio.
- Dragoneante regular: (DG) Soldado destacado que luego de seguir un entrenamiento especial, obtiene un mando sobre otros soldados de su misma o inferior antigüedad, estos Dragoneantes son empleados generalmente como apoyo auxiliar en las compañías de I/R instrucción y reemplazo.
- Soldado: (SL18) Soldado conscripto que presta servicio militar obligatorio de acuerdo a la ley. Prestan servicio por 18 meses y en el caso de los bachilleres (SL12) por 12 meses.[131]

## Medallas y condecoraciones
| Condecoraciones | Medallas | Medallas | Medallas |
| --- | --- | --- | --- |
| Condecoraciones | Por actos de valor y servicios distinguidos en guerra internacional, estados de excepción o en orden público                                                                                  | Por virtudes militares y profesionales de carácter excepcional | Por servicios distinguidos prestados a la institución |
| Orden de Boyacá Orden Militar de "San Mateo" Orden del Mérito Militar "Antonio Nariño" Orden del Mérito Militar "José María Córdova" Orden del Mérito Sanitario "José Fernández Madrid" | Medalla Servicios en "Guerra Internacional" Medalla Servicios Distinguidos en "Orden Público" Medalla Militar "Al Valor" Medalla Militar "Campaña del Sur" Medalla Militar "Herido en Acción" | Medalla Militar "Soldado Juan Bautista Solarte Obando" Medalla Militar "Francisco José de Caldas" Medalla "Cadete José María Rosillo" Medalla "Alumno Distinguido" | Medalla al mérito de Infantería "Batalla de Ayacucho". Medalla al mérito de Caballería "San Jorge". Medalla al mérito de Artillería "Santa Bárbara". Medalla al mérito de Ingenieros militares "Torre de Castilla". Medalla al mérito de Inteligencia Militar "Brigadier General Ricardo Charry Solano". Medalla al mérito Logístico y Administrativo "General Francisco de Paula Santander". Medalla al mérito de Aviación Alas doradas |

## Uniformes
Desde el año 2006 el Ejército Nacional de Colombia cambió su uniforme tipo bosque (woodland) por un moderno diseño que presenta una pauta digital; a este nuevo camuflado se le llama pixelado. Hay 2 tipos de camuflaje: el camuflaje de selva que es usado por la mayoría del ejército y el camuflaje de desierto que es utilizado por las tropas desplegadas en el departamento de La Guajira, y por el Batallón Colombia en la península del Sinaí en la Fuerza Multinacional de Observación (MFO). Los cambios brindan mayor comodidad a las tropas, al mismo tiempo que el material empleado permite, incluso, la aplicación de repelentes para prevenir en algunos casos las picaduras de mosquitos y evitar en un alto porcentaje la concentración de bacterias y de olores. Existen dos versiones, uno diseñado para clima frío, usado a más de 2000 m s. n. m. y otro para clima cálido. Desde el 2022, el Ejército utiliza el camuflado tipo Camaleón, con nuevas tecnologías de mimetización.

Uniformes del Ejército Nacional de Colombia
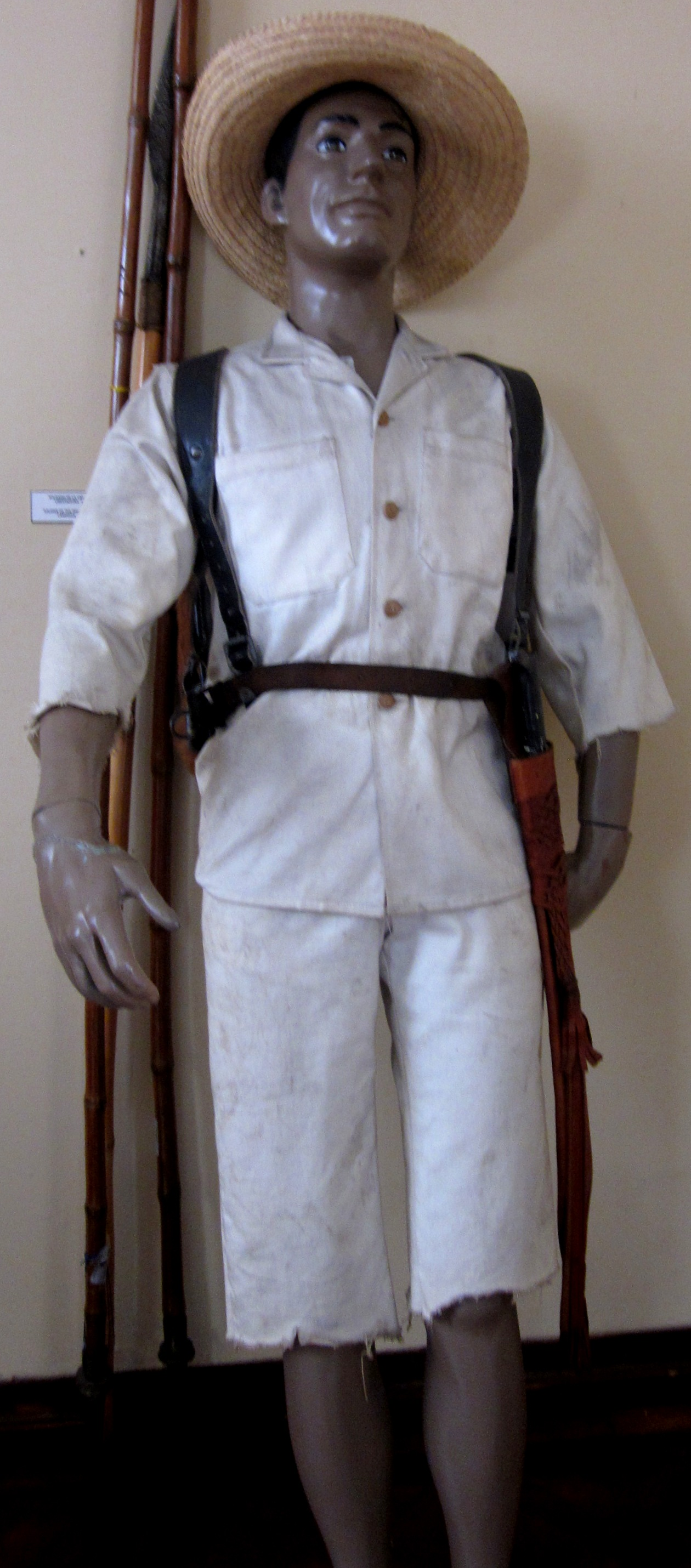
Soldado de la Campaña Libertadora
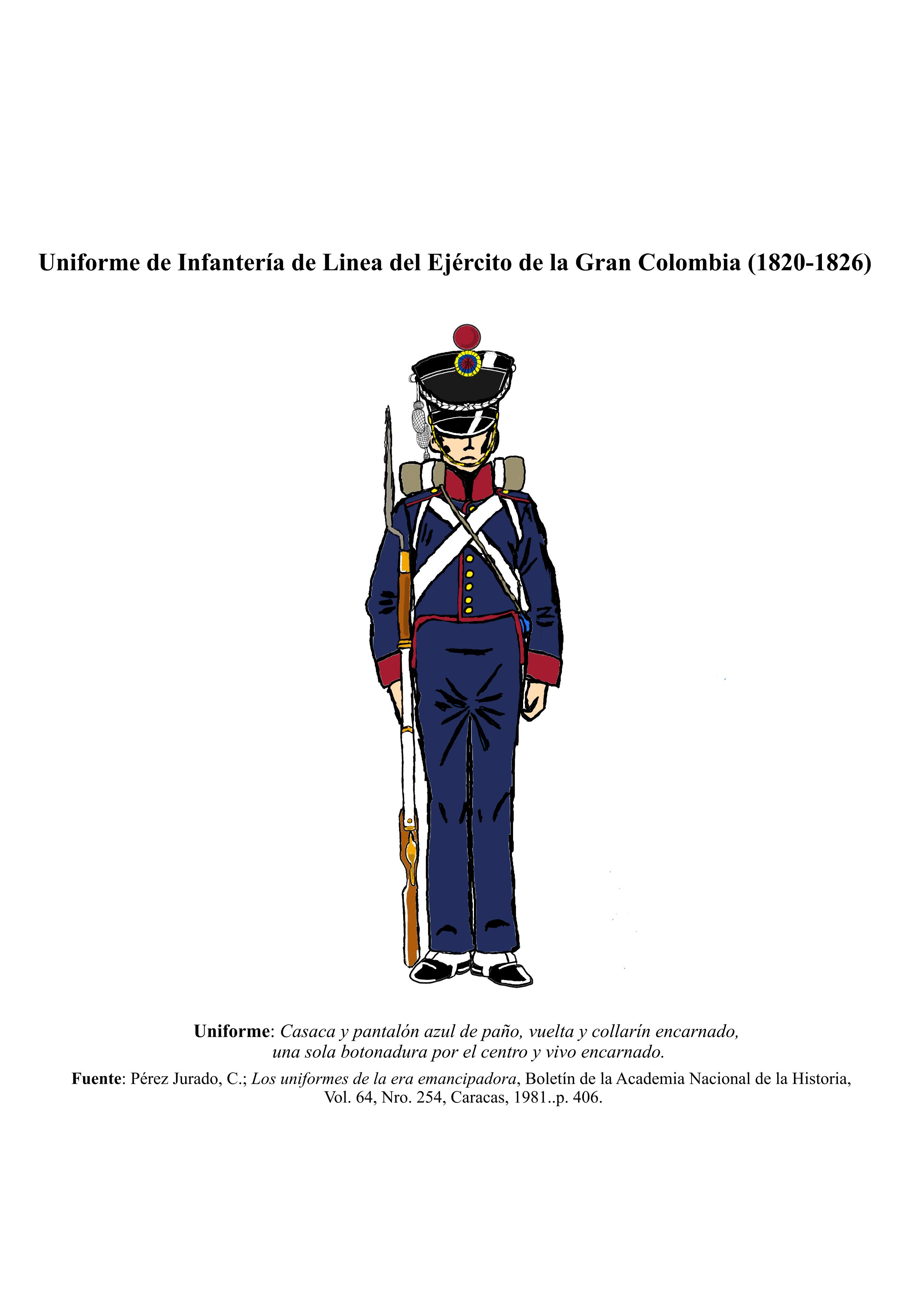
Uniforme para la  Infantería de línea del Ejército de la Gran Colombia (1820-1826).
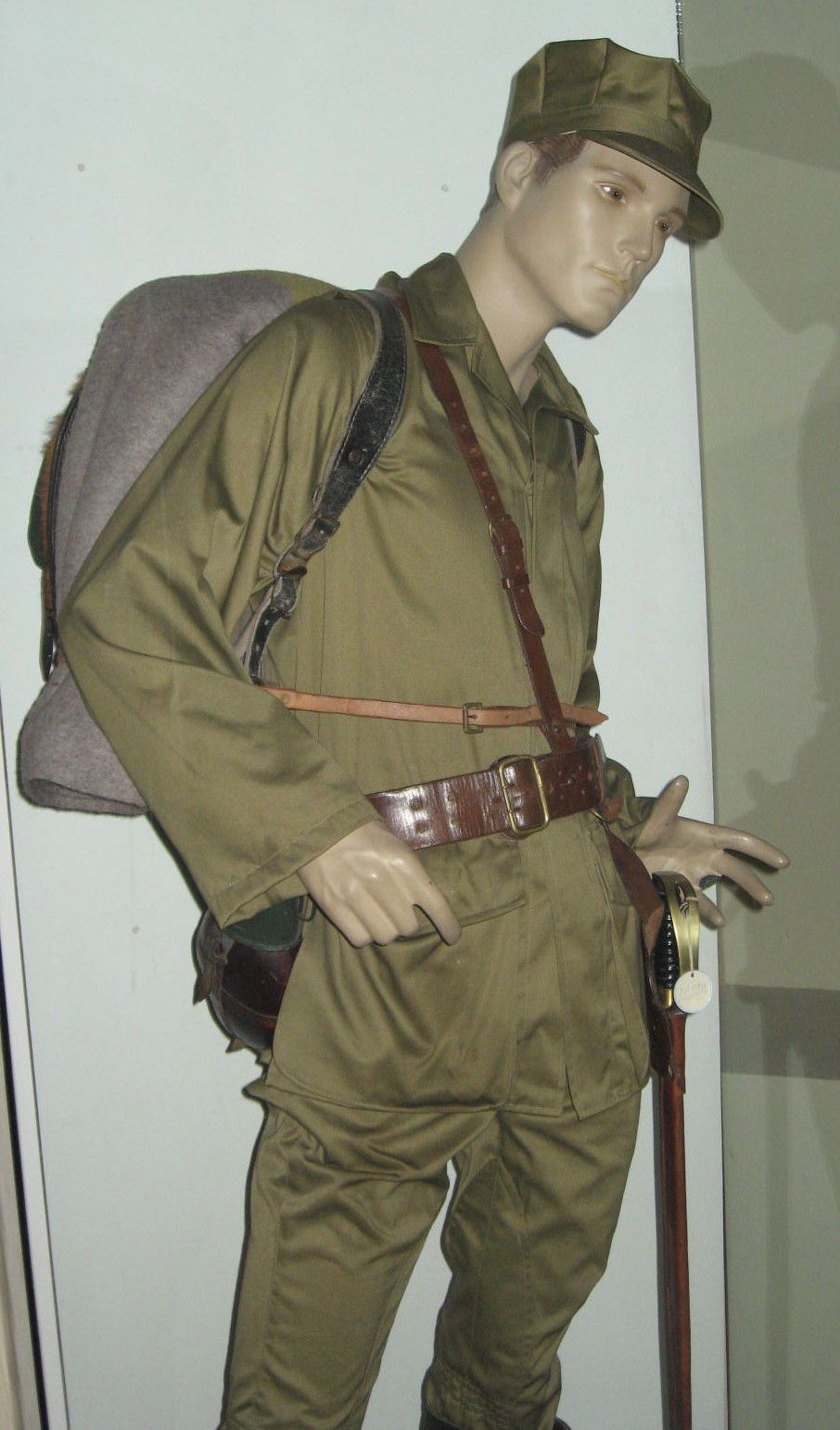
Uniforme Antiguo Ejército Nacional en el Siglo XX.
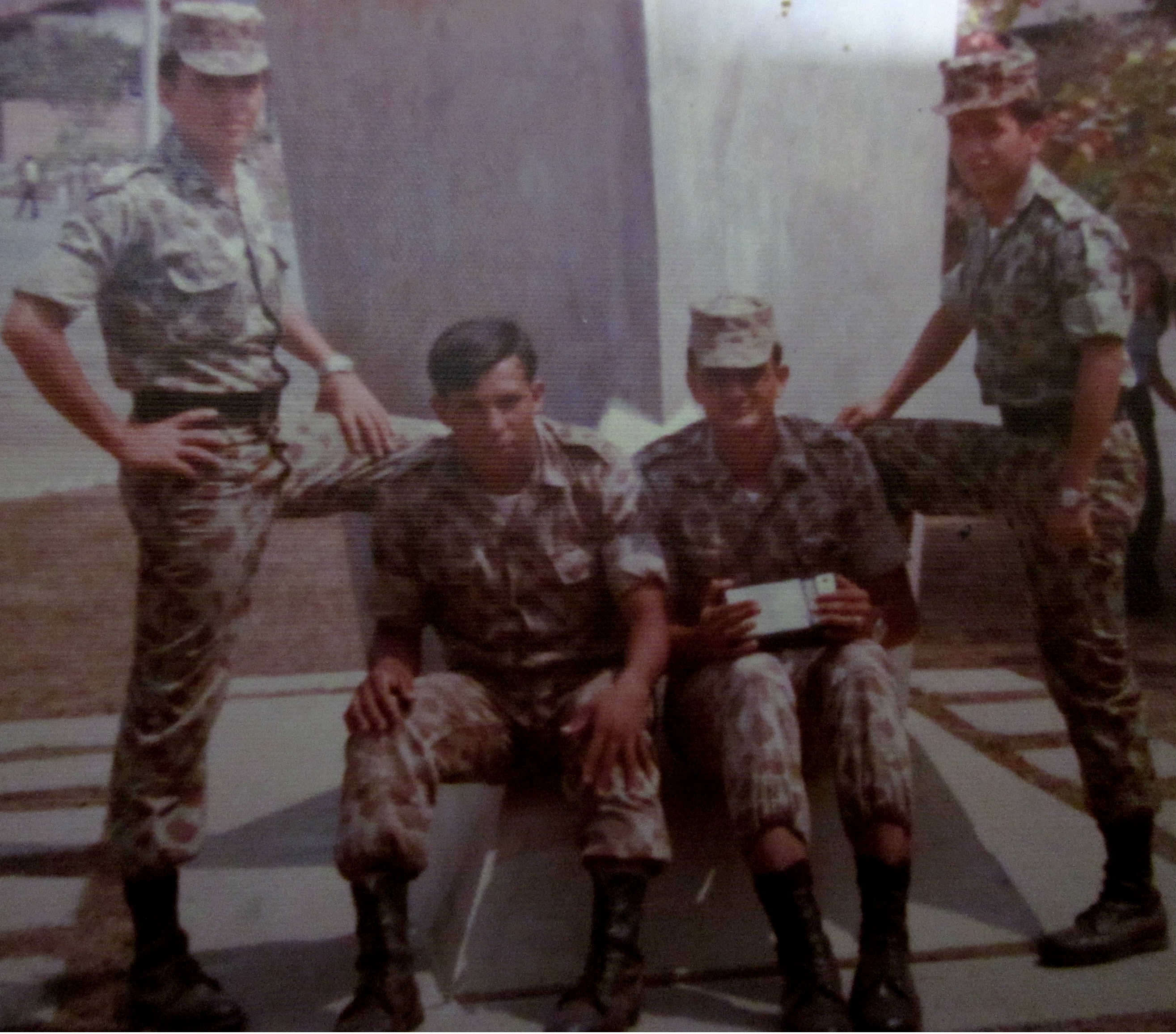
Uniforme Tigrillo 1971-80's
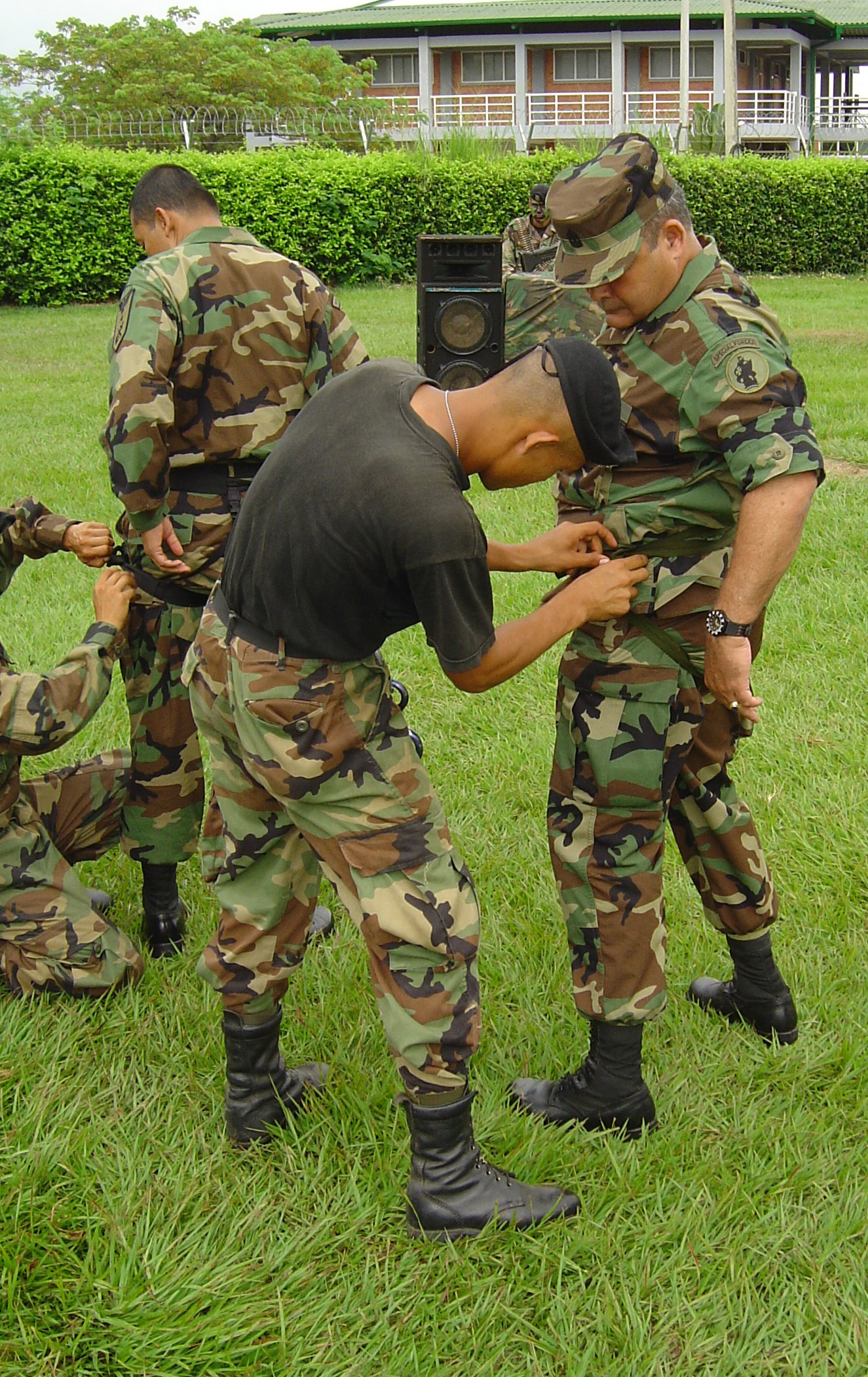
Uniforme Camuflado 90's-2000's
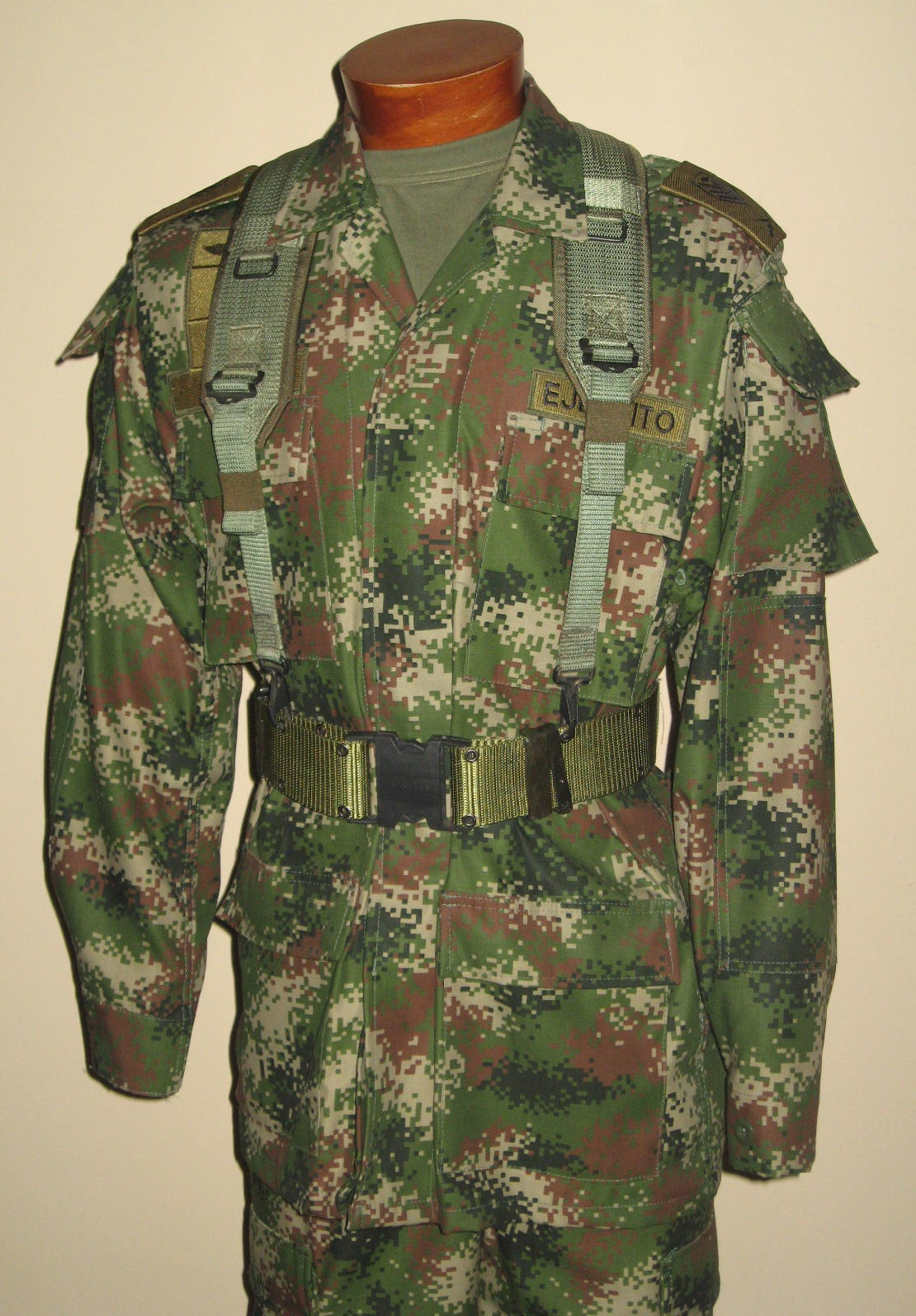
Uniforme Patriota Pixelado camuflado 2006-2022
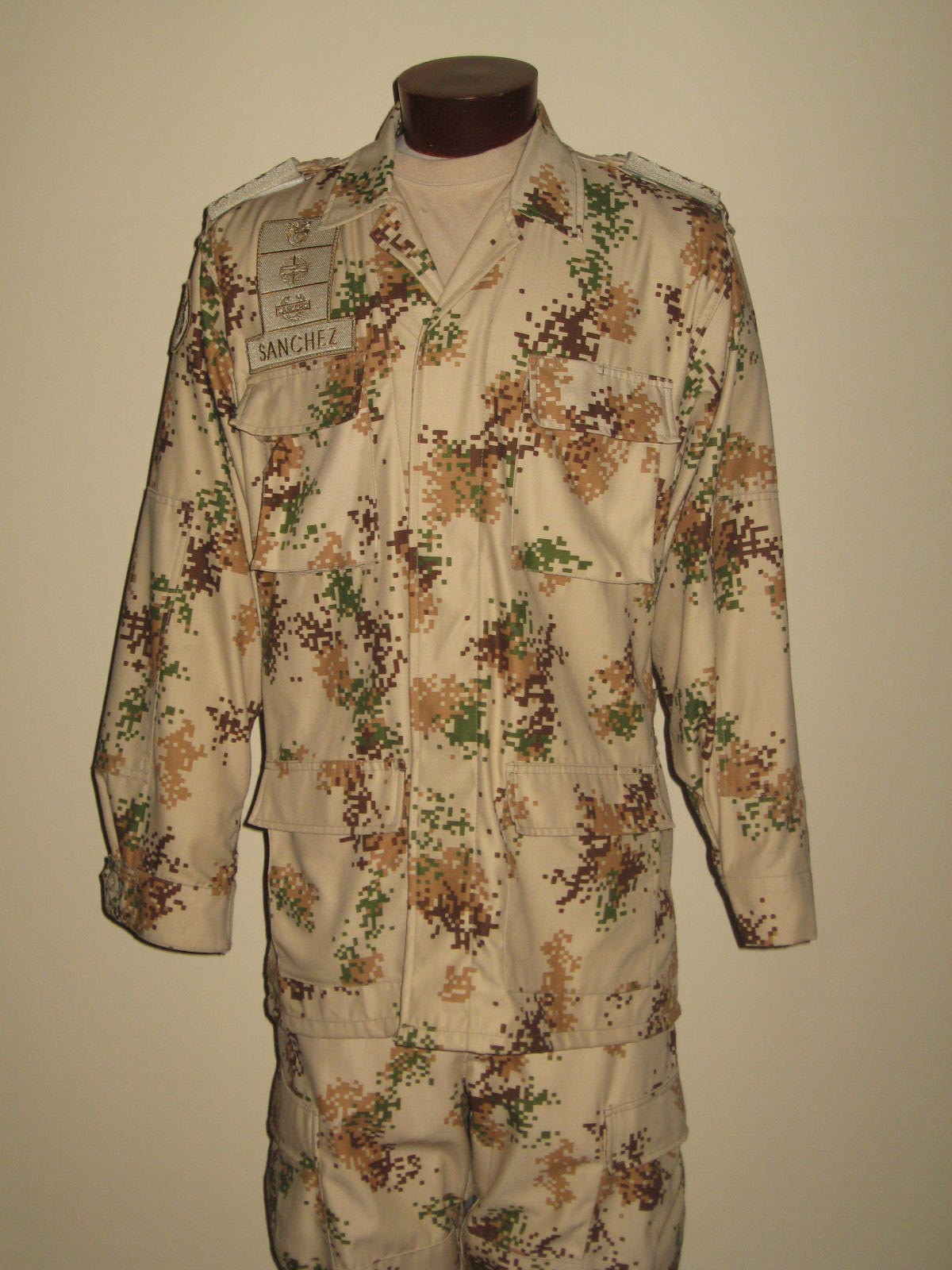
Uniforme Patriota Pixelado desierto 2006-2022
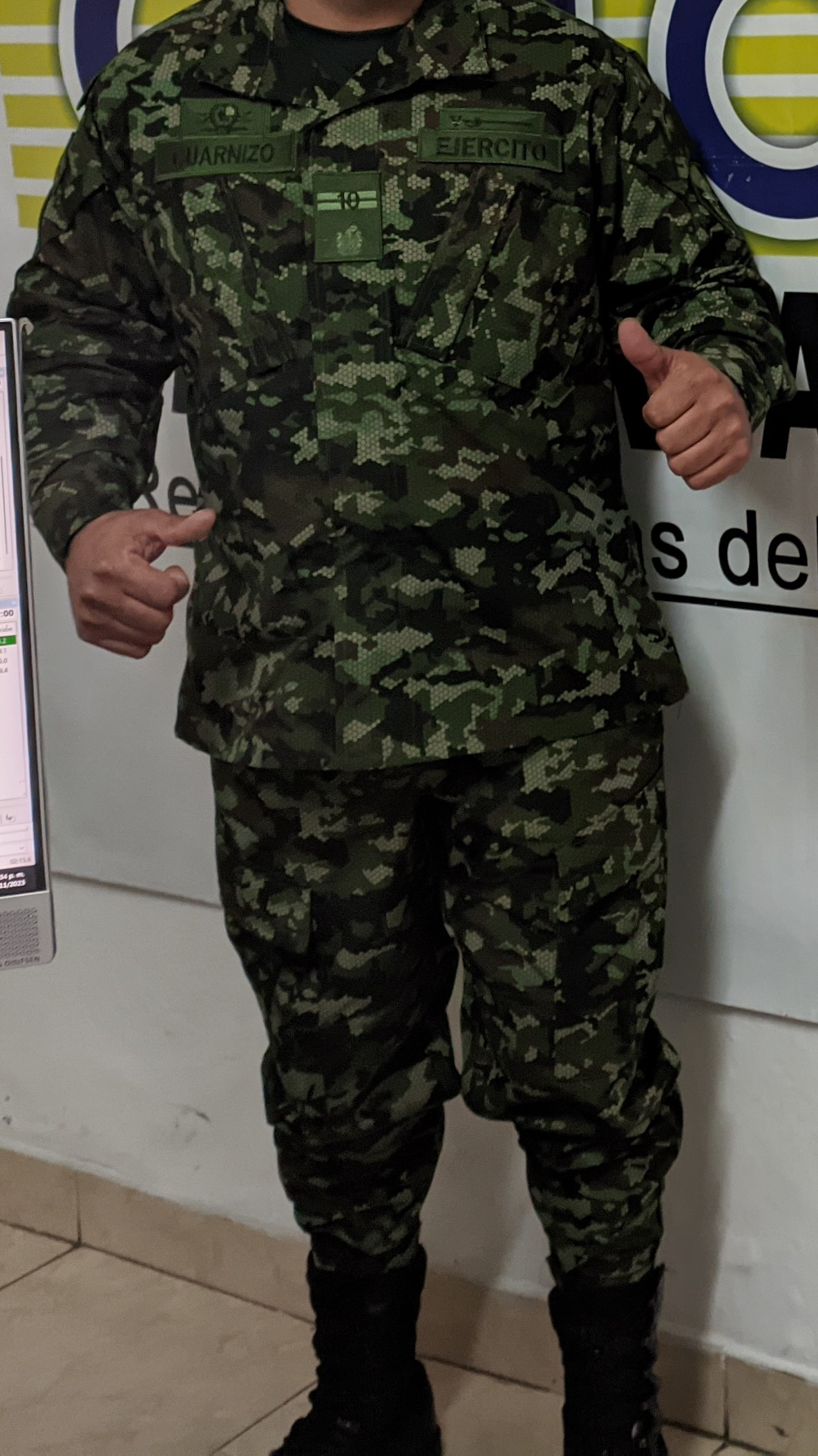
Uniforme Camaleón camuflado 2022-presente

## Material bélico

Material Bélico del Ejército Nacional de Colombia
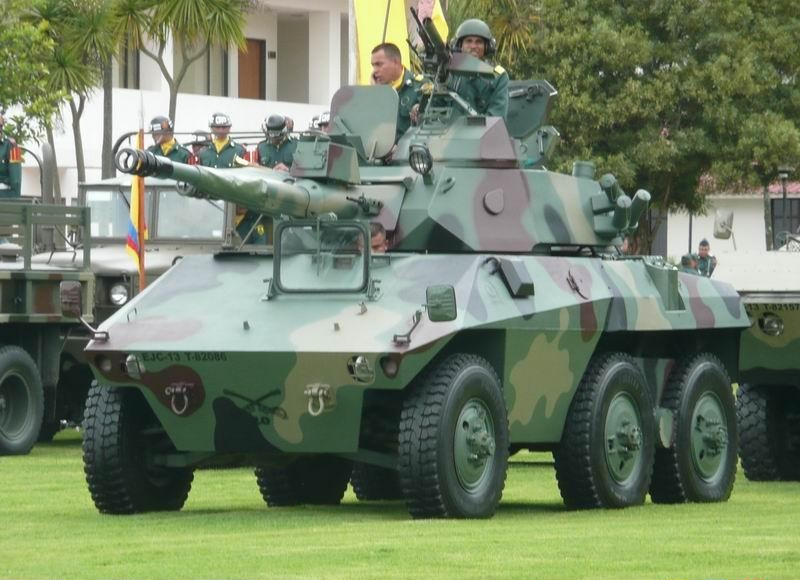
EE-09 Cascavel del Ejército Nacional
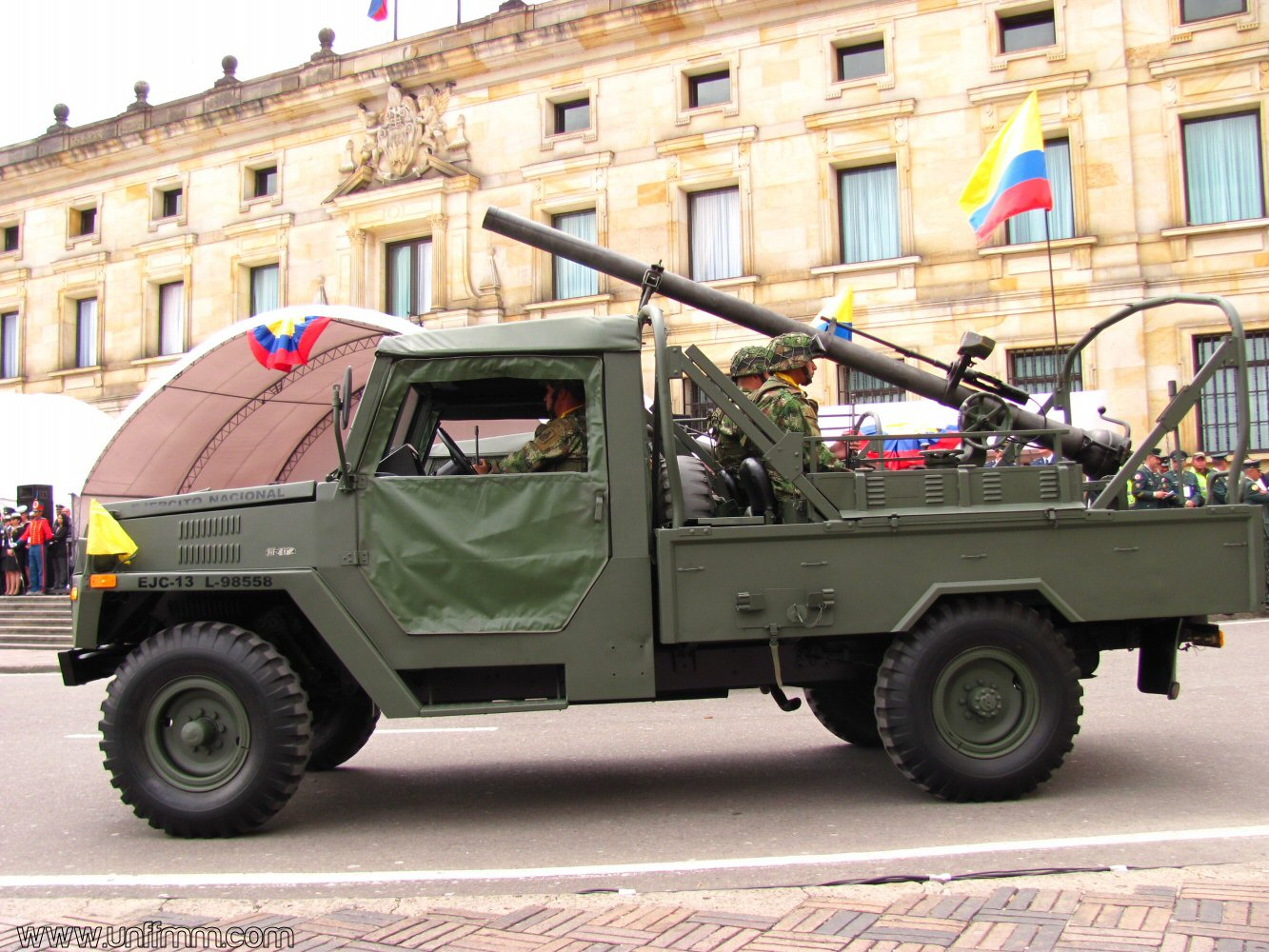
Cañon M-462 105mm sobre camión
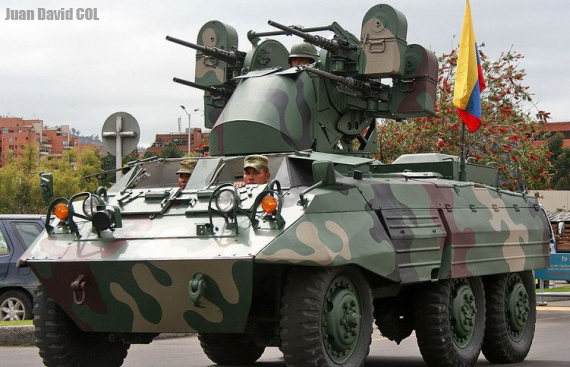
M-55 AAA
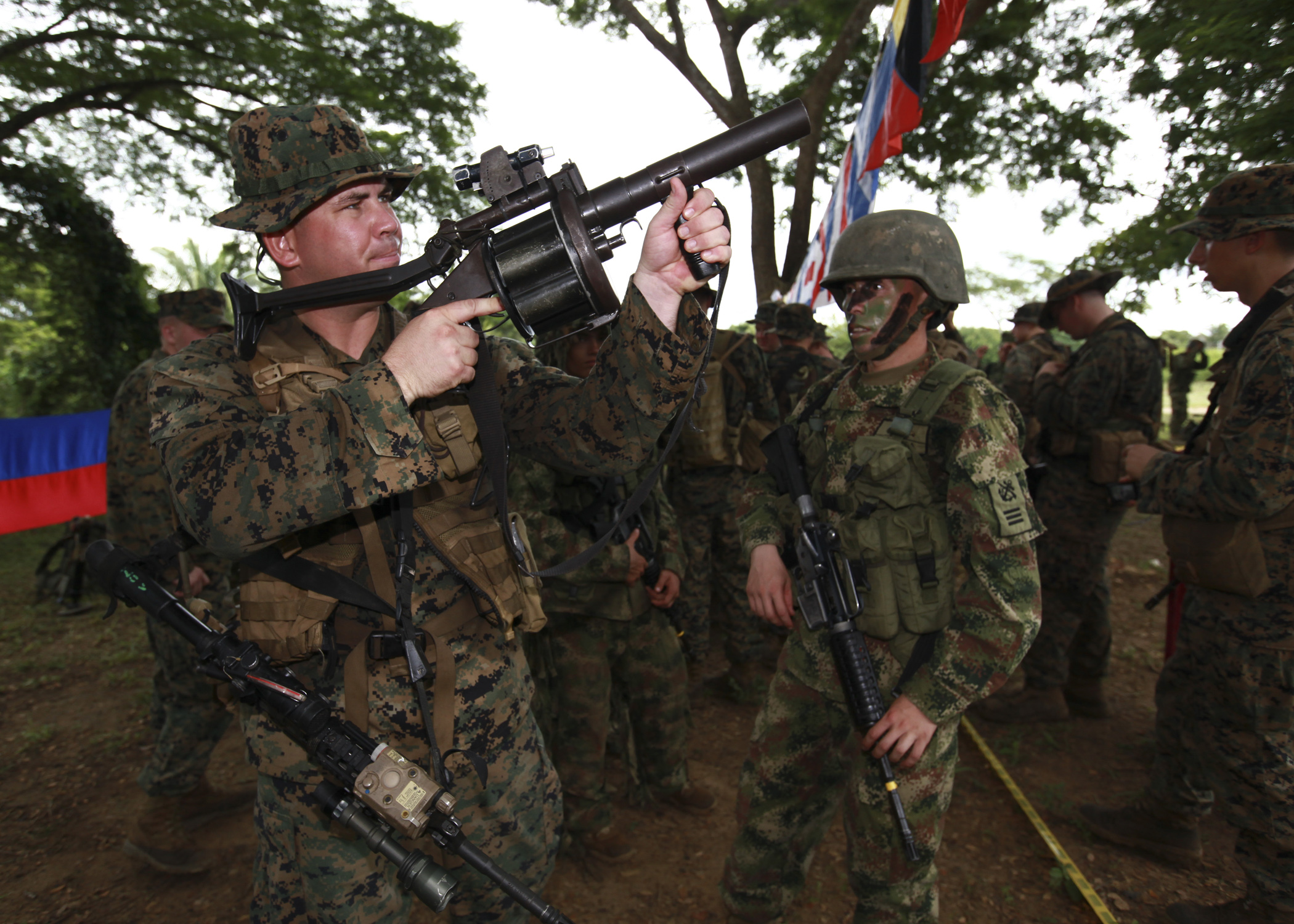
Lanzagranadas Milkor MGL
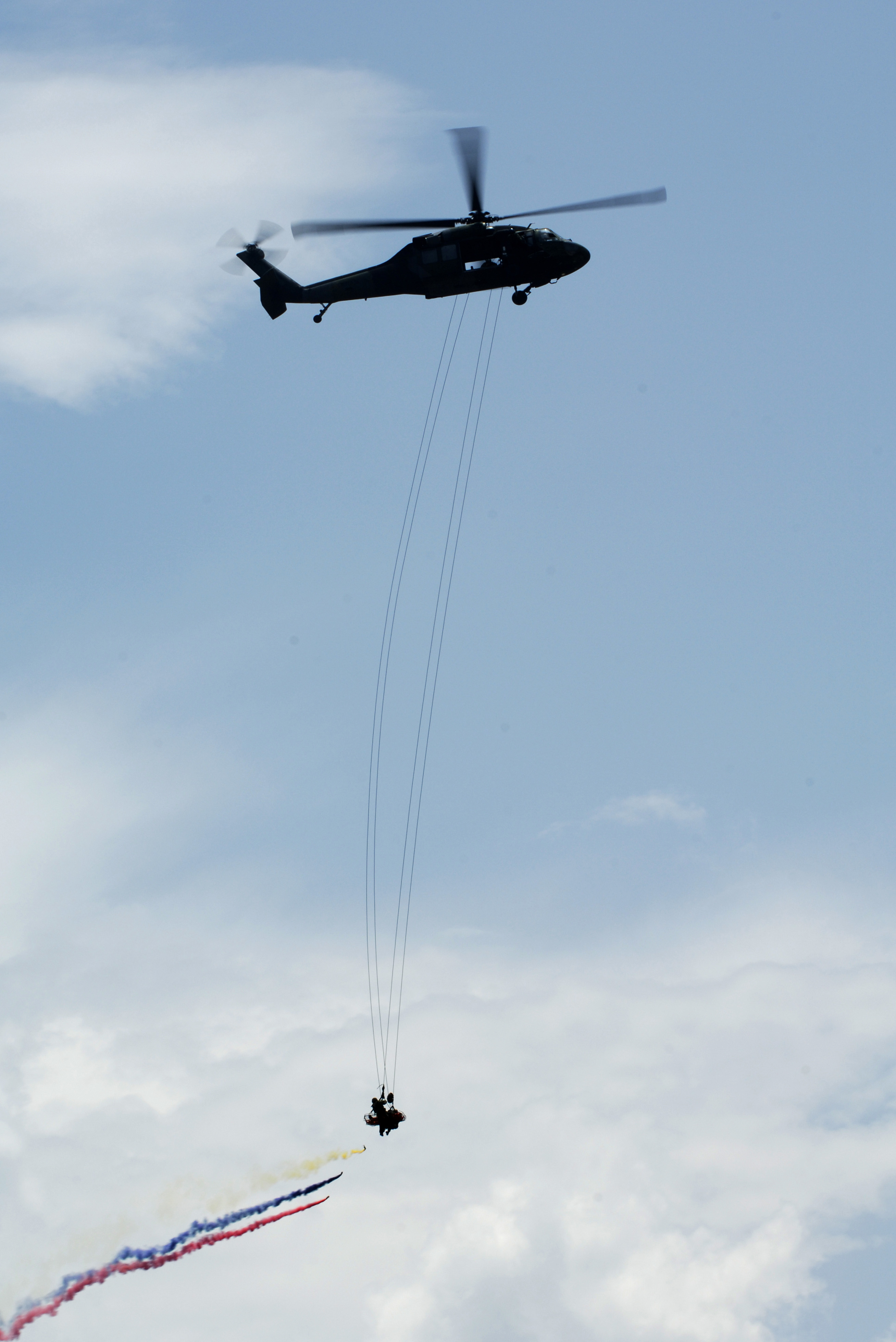
UH-60 del Ejército Nacional
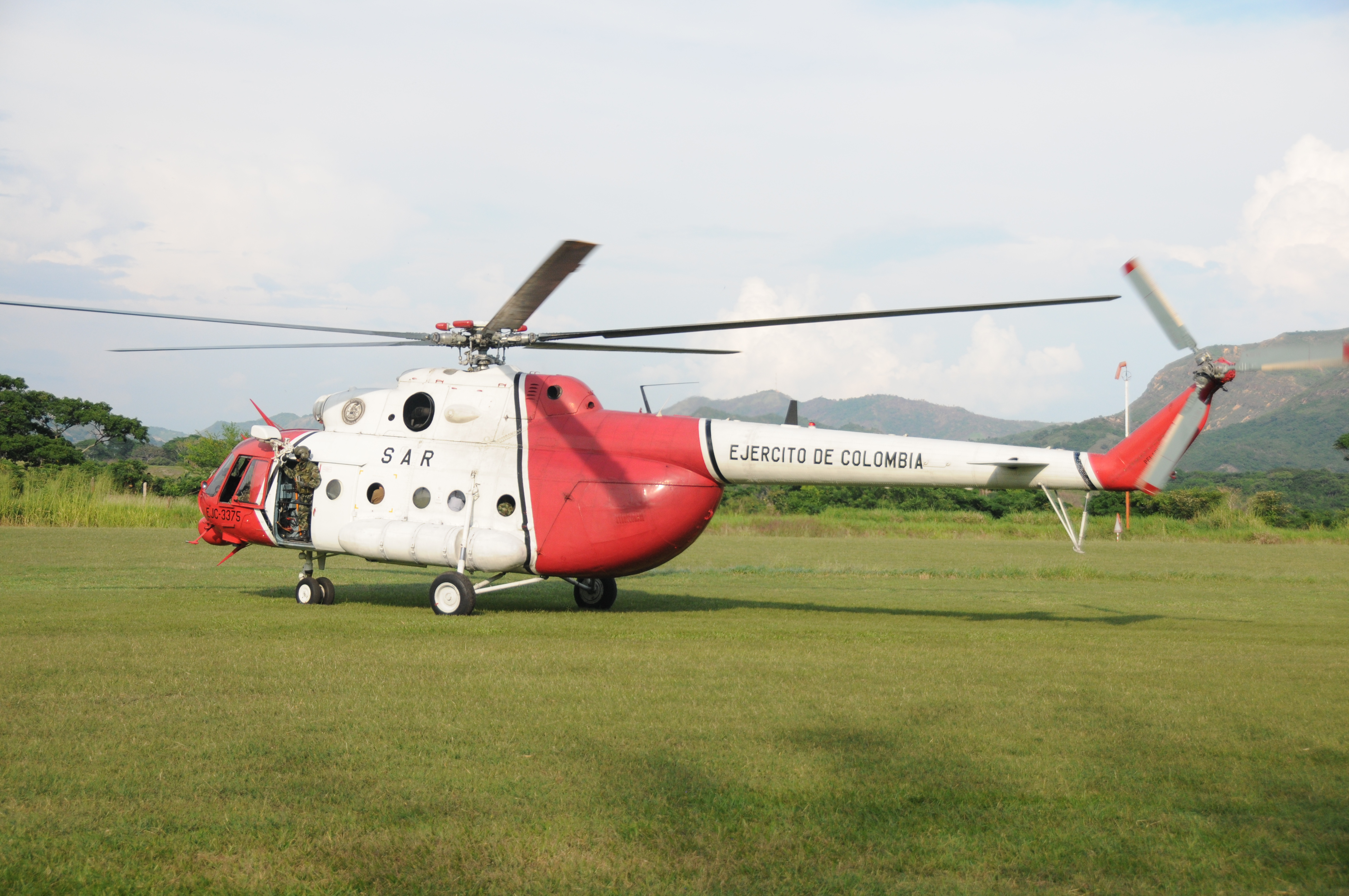
Mi-17 del Ejército Nacional.
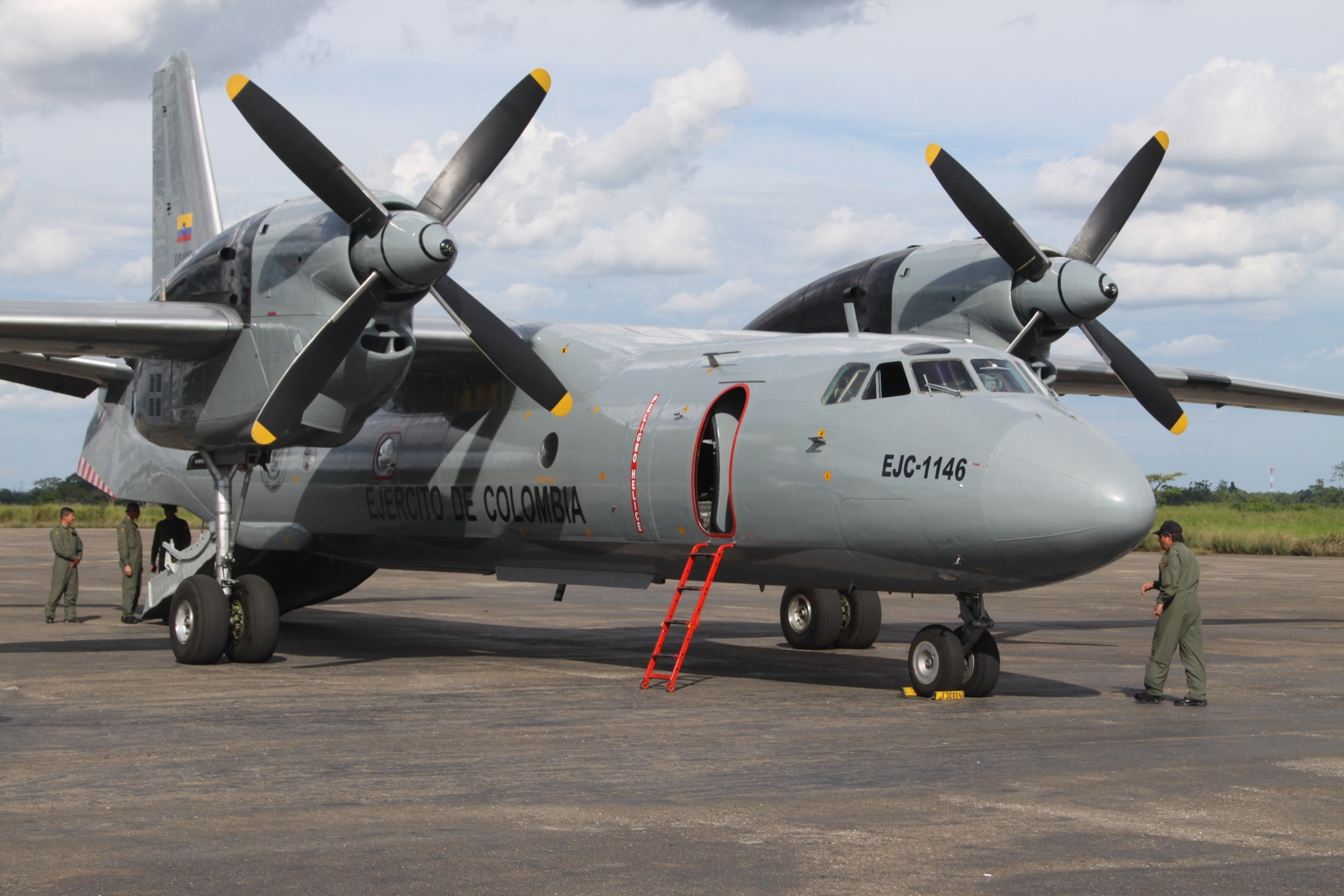
Antonov An.32A del Ejército Nacional de Colombia

## El Ejército en la cultura popular colombiana
Se han realizado novelas como  Desazón suprema de Fernando Vallejo, películas como Soñar no cuesta nada (2006), Silencio en el paraíso (2011) de Gustavo Bolívar,series de televisión como Hombres de Honor (1995), Comando élite (2013), Regreso a la Guaca (2009), Operación Jaque (2010) y canciones como Soldadito de mi patria de Jorge Velosa, Soldado Colombiano de Libardo Álvarez, Soldado Mutilado de La Pestilencia, La jungla de Flaco Flow y Melanina, Flor María de Arnulfo Briceño (censurada), Espada de Honor de Yavi del Bloke representaciones de humor como el 'Soldado Micolta', el soldado Patascuy, murales en los alrededores de la Escuela Militar de Cadetes, y la campaña ¿Quién dio la orden? sobre los falsos positivos que ha generado polémica y procesos judiciales.

## Corrupción, Crímenes de Lesa Humanidad y violaciones al Derecho Internacional Humanitario
Los hechos de corrupción, delitos de lesa humanidad y las violaciones del Derecho Internacional Humanitario por el Ejército Nacional, a través de su historia, incluyen durante los últimos años:
- En 2006, la masacre de Jamundí (Valle del Cauca) militares asesinan a 10 policías y a un civil.[147][148]
- En 2008, incursión en territorio ecuatoriano durante la Operación Fénix donde fue abatido alias Raúl Reyes.[149]
- En 2008, la muerte de varios miles de jóvenes presentados como guerrilleros en los llamados "falsos positivos", llevó a la destitución de cuarenta militares y a la renuncia del General Mario Montoya.[150]
- En 2019, la muerte de 18 menores de edad en un bombardeo contra las disidencias de las FARC-EP, que lleva a la renuncia al ministro de defensa Guillermo Botero.[151][152]
- En 2020, la Operación Bastón de contrainteligencia revela el seguimiento a periodistas, y redes de corrupción en el Ejército Nacional.[153]
- En 2020, siete soldados fueron señalados por presuntamente violar una menor indígena en Risaralda.[154] Sumado a 118 investigaciones a militares por delitos sexuales.[155][156] y 31 militares retirados por abusos sexuales.[157]
- La cifra de falsos positivos según la Fiscalía, entre 1998 y 2014 es de 2248 víctimas. Pero según la Jurisdicción Especial para la Paz, esta cifra es de 6402 entre los años 2002 y 2008.[158][159]
- Los falsos positivos suman 1740 condenas que involucran a miembros de 25 brigadas dentro de las 7 divisiones del Ejército Nacional de Colombia, tal como lo detalla el periódico El Tiempo en mayo del 2020.[160]

También miembros del Ejército Nacional han sido víctimas de violaciones del Derecho internacional Humanitario por parte de otros actores del conflicto como las FARC-EP.